# 大分空港

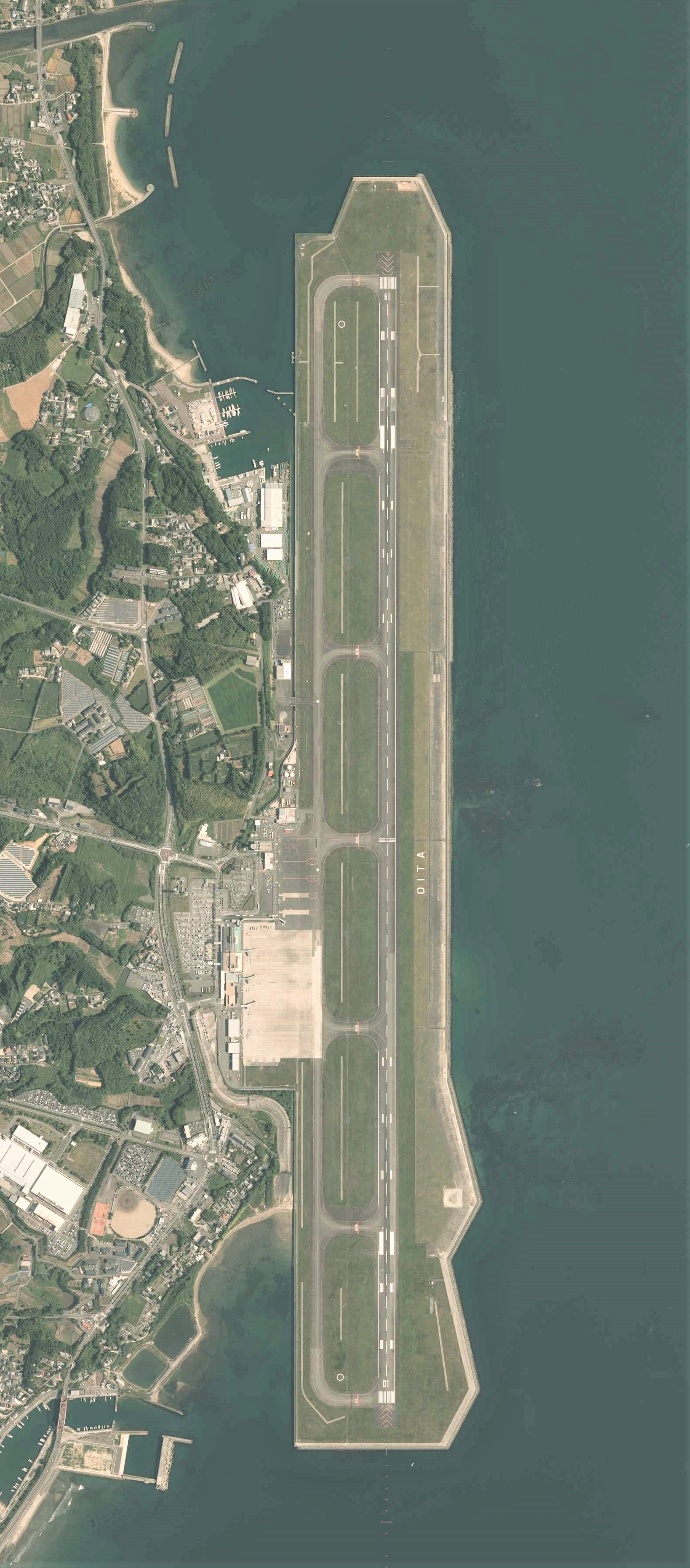
大分空港の空中写真（2015年撮影）

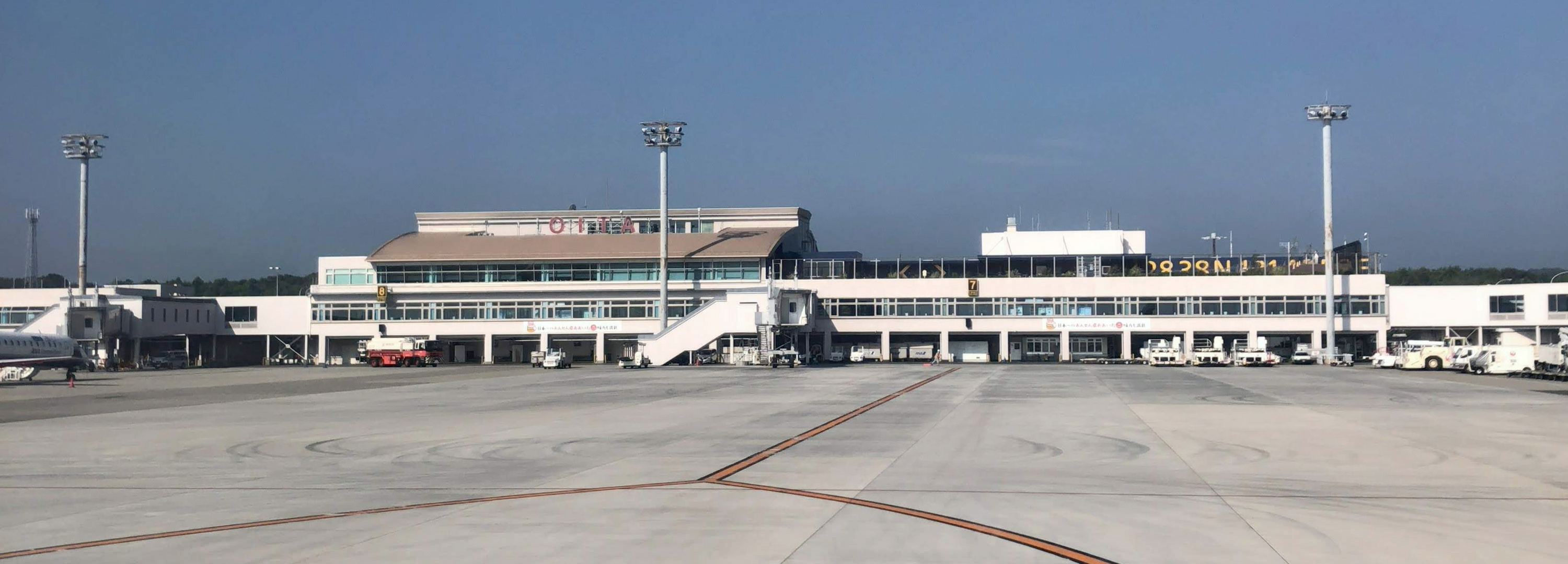
旅客ターミナルとエプロン（2018年）

大分空港（おおいたくうこう、英: Oita Airport、IATA: OIT, ICAO: RJFO）は、大分県国東市にある空港。空港法では第4条第1項第6号に該当する空港として政令で定める空港（国管理空港）に区分されている。

## 概要
大分県北東部国東半島の沿岸海域を埋め立てて造成した空港であり、海上空港とされることもある。滑走路は、ほぼ真南北に延び、かつ海上に位置する。
大分県では、かつて高速道路や新幹線の整備が遅れており、航空路が唯一の高速交通網であった。1979年、当時の大分県知事平松守彦は、空港を核に小型軽量で航空貨物による輸送が可能な製品を製造する先端技術産業の立地を進める臨空工業地帯構想を打ち出し、さらにこれを「豊の国テクノポリス構想」に発展させた。そして、1984年3月に県北国東地域がテクノポリス（高度技術工業集積地域）に指定され、本空港周辺には大分キヤノン国東事業所、大分キヤノンマテリアル杵築事業所、日本テキサス・インスツルメンツ日出工場等の先端技術産業の立地が進んだ。
かつて日本エアシステムの乗員訓練所もあったため、現在でもJALグループの他、フジドリームエアラインズ等航空各社による「タッチ・アンド・ゴー」等の実機乗員訓練が年に何回か行われている。また、本田航空による操縦訓練も行われている。宮崎空港に隣接する航空大学校からの訓練飛行も頻繁に行われる。
年間利用客数は、国内1,865,389人、国際137,213人（2018年度）。
マスコットキャラクターは、マーシャルくん。パドルを持つマーシャラーの姿をしたペンギンのキャラクターである。
2020年4月、大分県は、ヴァージン・オービット社とパートナーシップを締結し、大分空港を、航空機からの小型人工衛星を打ち上げる水平型の宇宙港として利用するための準備を進めることを発表した。初回の打ち上げ予定は2022年夏以降で、ロケットの整備格納庫などを備えるアジア地域の宇宙開発のハブとしての位置づけになる計画だった。しかし、ヴァージン・オービット社が2023年4月に経営破綻した事で、計画は白紙となった。
2025年3月17日、2025年日本国際博覧会（大阪・関西万博）期間中の愛称を大分ハローキティ空港とすると発表した。

## 統計

### 利用者数
元のウィキデータクエリを参照してください.
- 2019年（令和元年）度大分空港利用者数[16]
  - 国内線：1,784,480人（対前年度比95.7%）
  - 国際線：50,443人（対前年度比36.8%）
  - 総計：1,834,923人（対前年度比91.6%）

- 国内線
- 国際線
- 総計

### 国内線統計
| ランク | 空港               | 利用者数  | 伸び率 令和元/平成30 |
| ------ | ------------------ | --------- | -------------------- |
| 1      | 東京（羽田・成田） | 1,436,910 | 94.9%                |
| 2      | 大阪（伊丹・関西） | 274,168   | 101.3%               |
| 3      | 名古屋（中部）     | 71,543    | 99.2%                |

| 行き先       | 旅客数    | 国内線順位 |
| ------------ | --------- | ---------- |
| 東京国際空港 | 約118万人 | 上位20位   |

## 沿革

### 旧大分空港

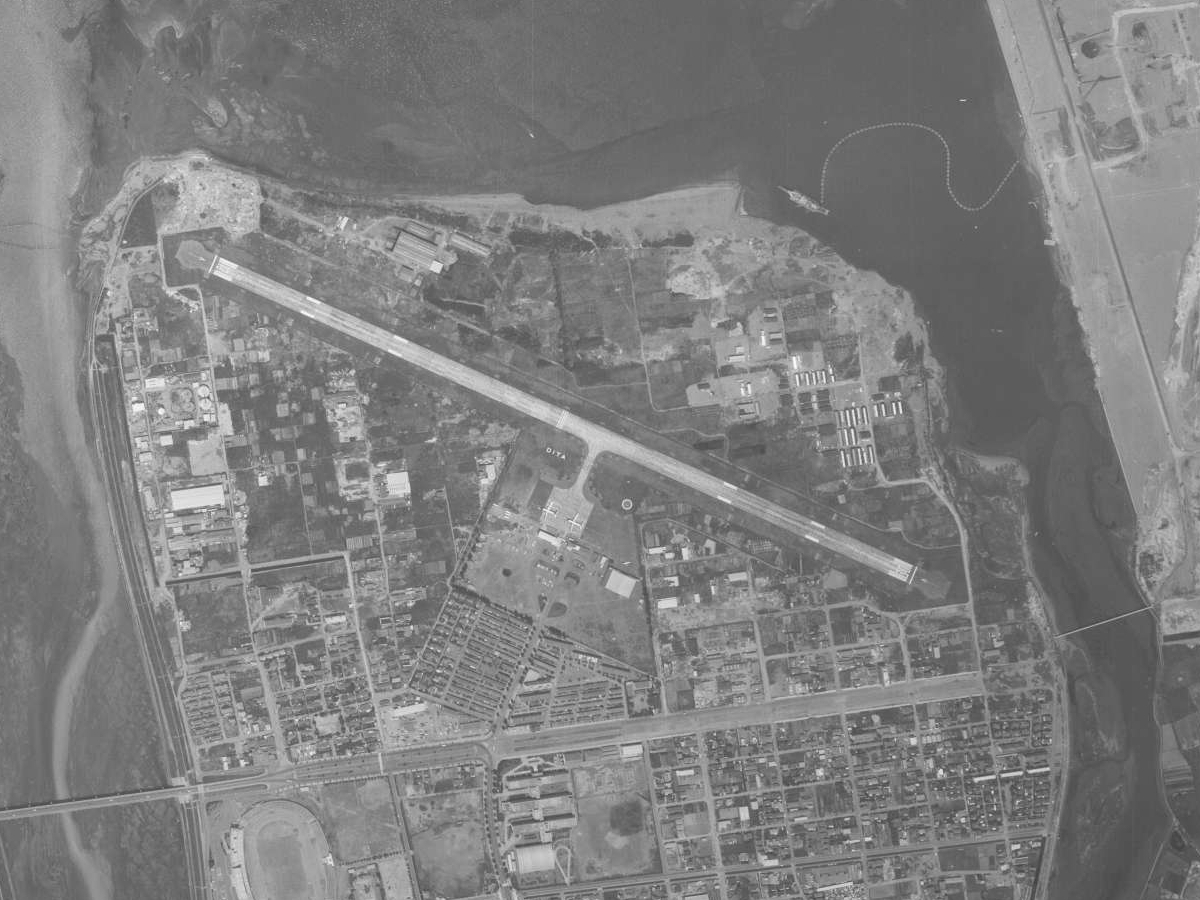
旧大分空港の白黒空中写真（1970年撮影）

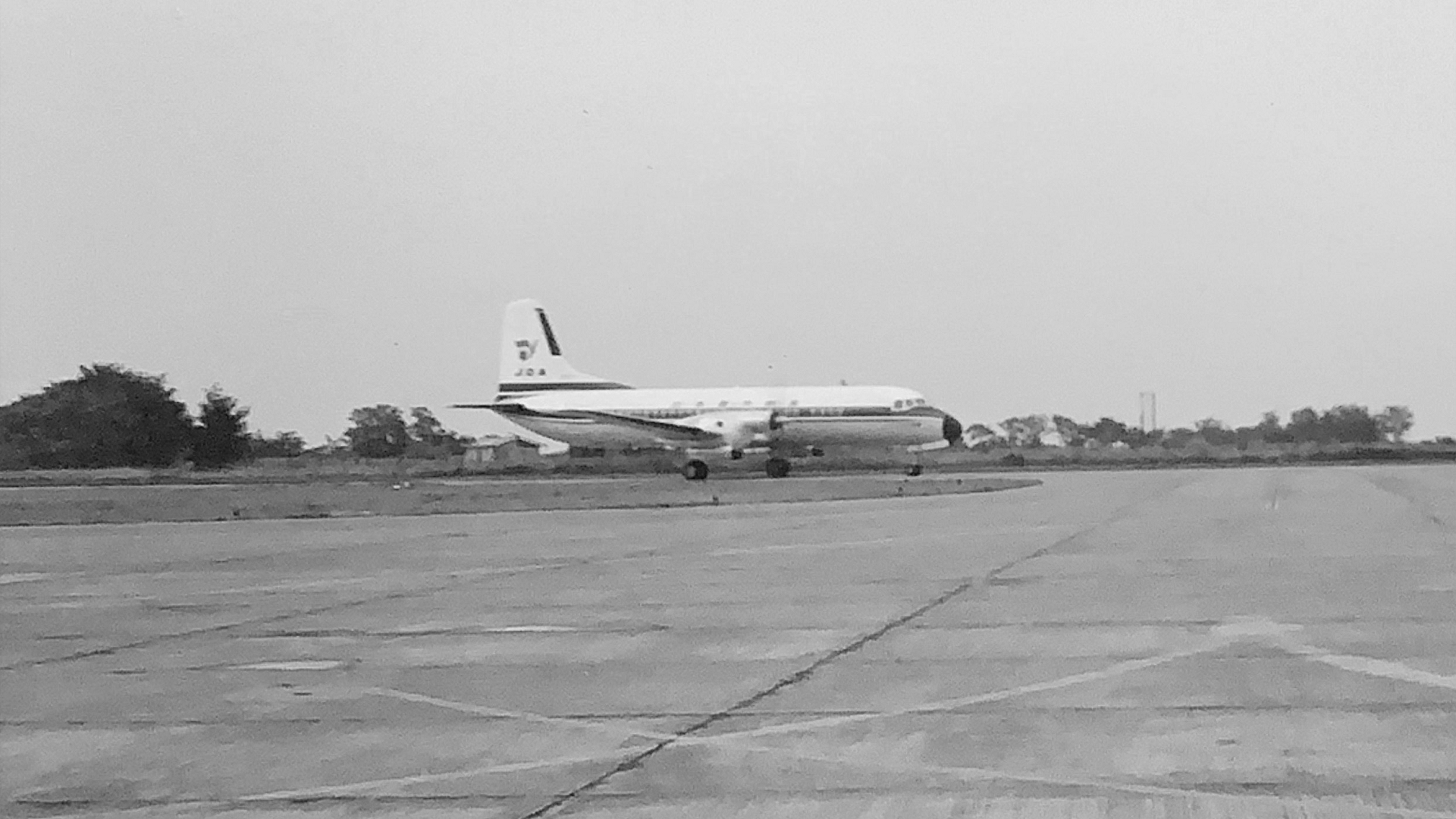
日本国内航空のYS-11 旧大分空港の滑走路（1960年代）
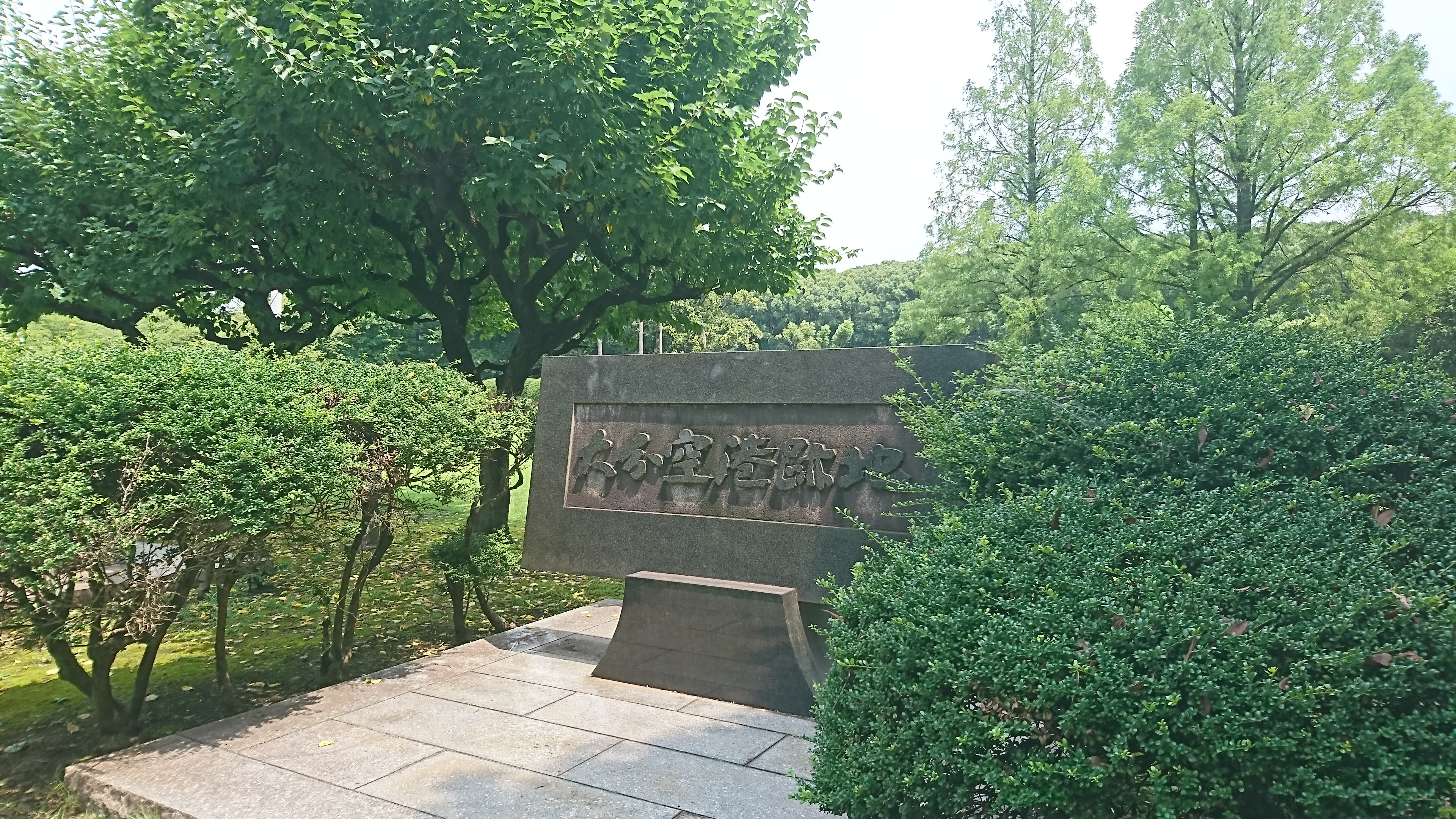
旧大分空港跡地碑（大分市青葉町）
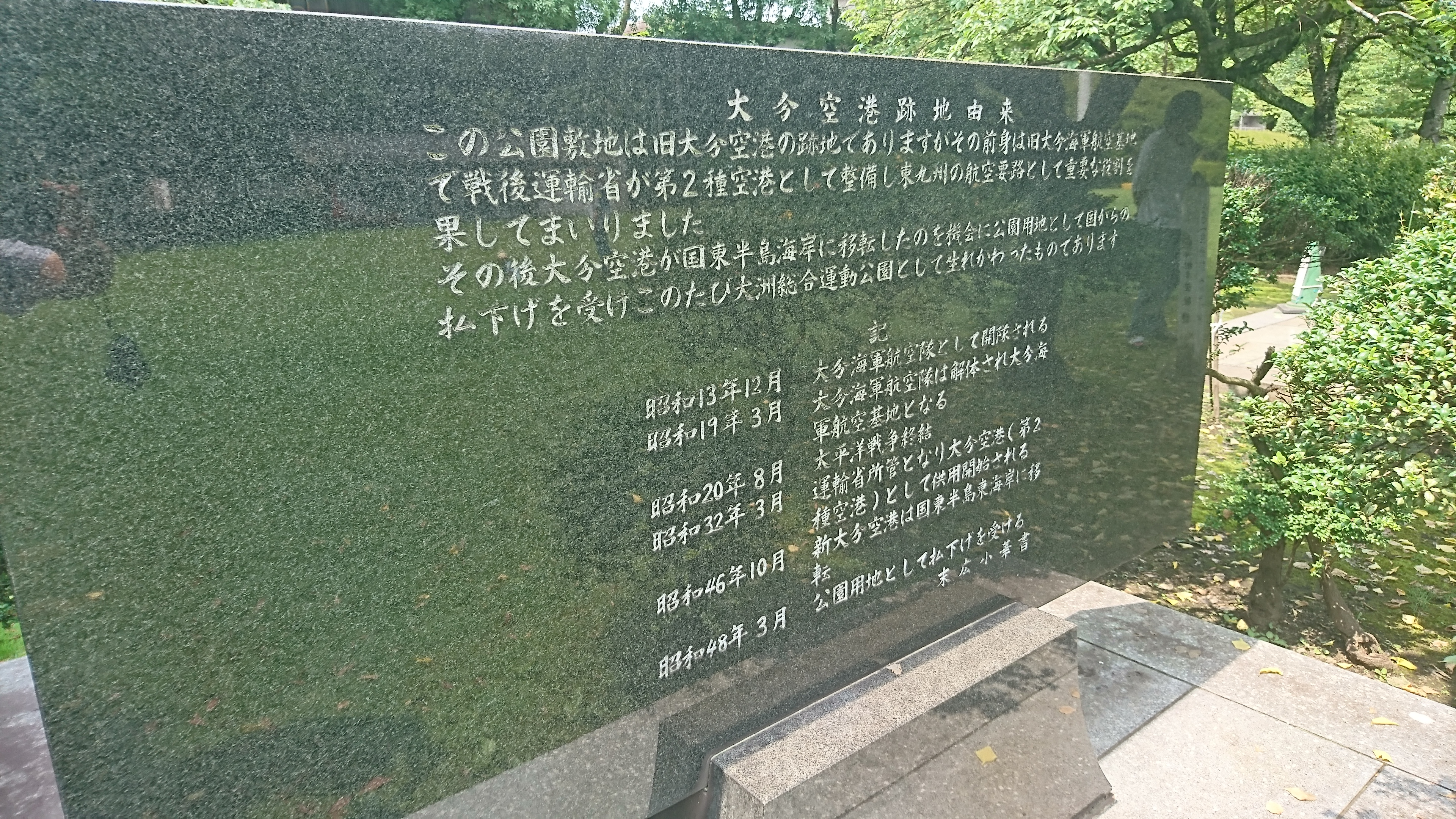
旧大分空港跡地碑裏面

- 1938年 12月 - 大分川と裏川に囲まれた敷地に大分海軍航空隊基地として、大分市今津留（のちに青葉町）に建設[18]
- 1944年3月 - 大分海軍航空隊を解隊し大分海軍航空基地となる
- 1956年5月 - 駐留アメリカ軍から返還される
- 1957年3月10日 - 第二種空港として供用開始（滑走路長1,080m）。極東航空株式会社による大阪-大分-宮崎線が開始された[19]。現在の大洲総合運動公園の敷地が滑走路で別大興産スタジアム（新大分球場）の内野付近がエプロンであった
- 1963年7月18日 - 関汽エアーラインズが大分-別府-阿蘇-熊本(健軍)間のヘリコプター観光路線を開設。1964年8月1日運航中止。
- 1964年2月27日 - 富士航空のコンベアCV240（JA5098）が着陸に失敗して墜落、20人死亡（富士航空機墜落事故）[20]
- 1973年3月 - 公園用地として払い下げを受ける

### 現大分空港

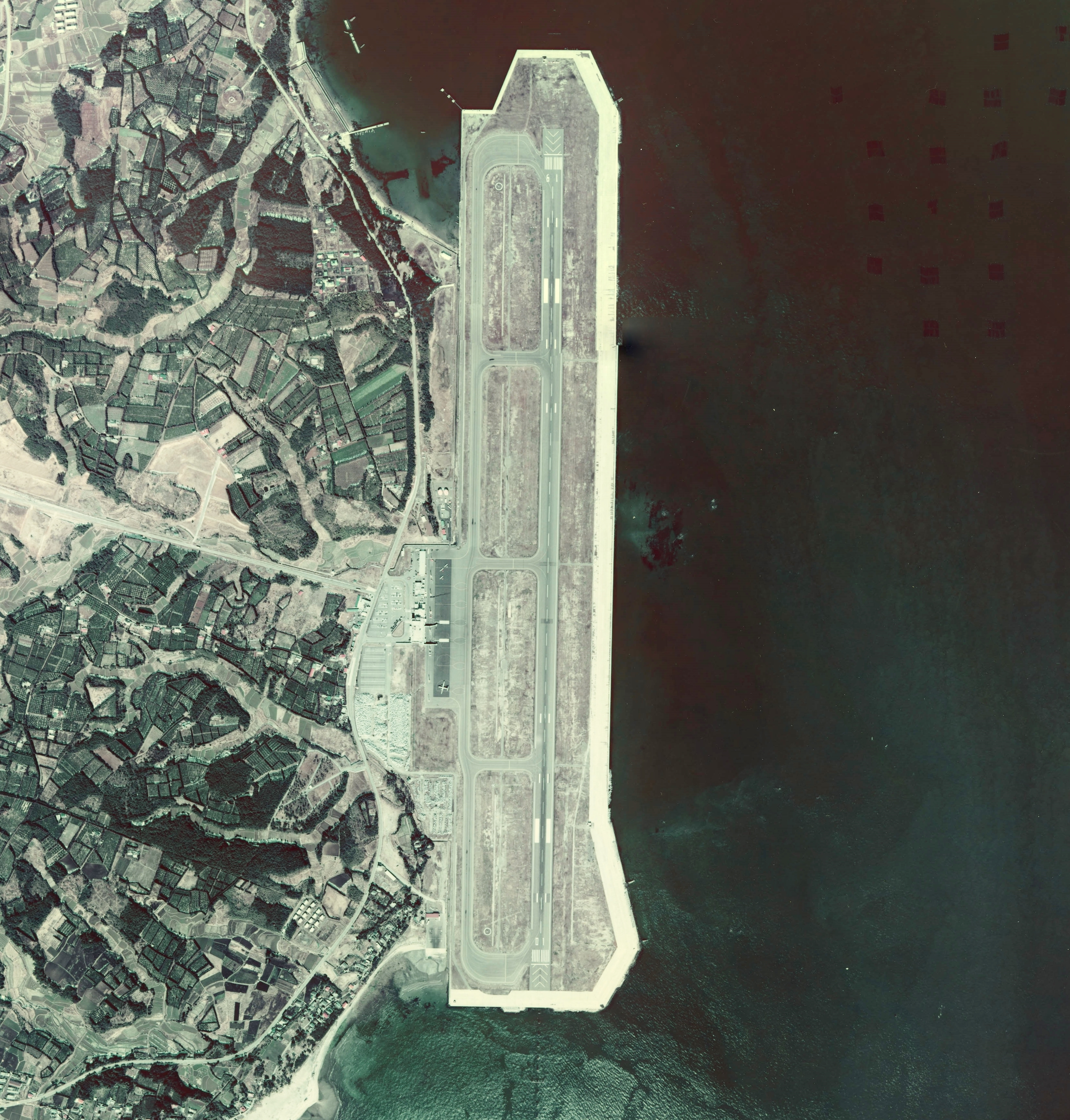
大分空港の空中写真（1974年撮影 滑走路長2,000m）国土交通省 国土地理院 地図・空中写真閲覧サービスの空中写真を基に作成
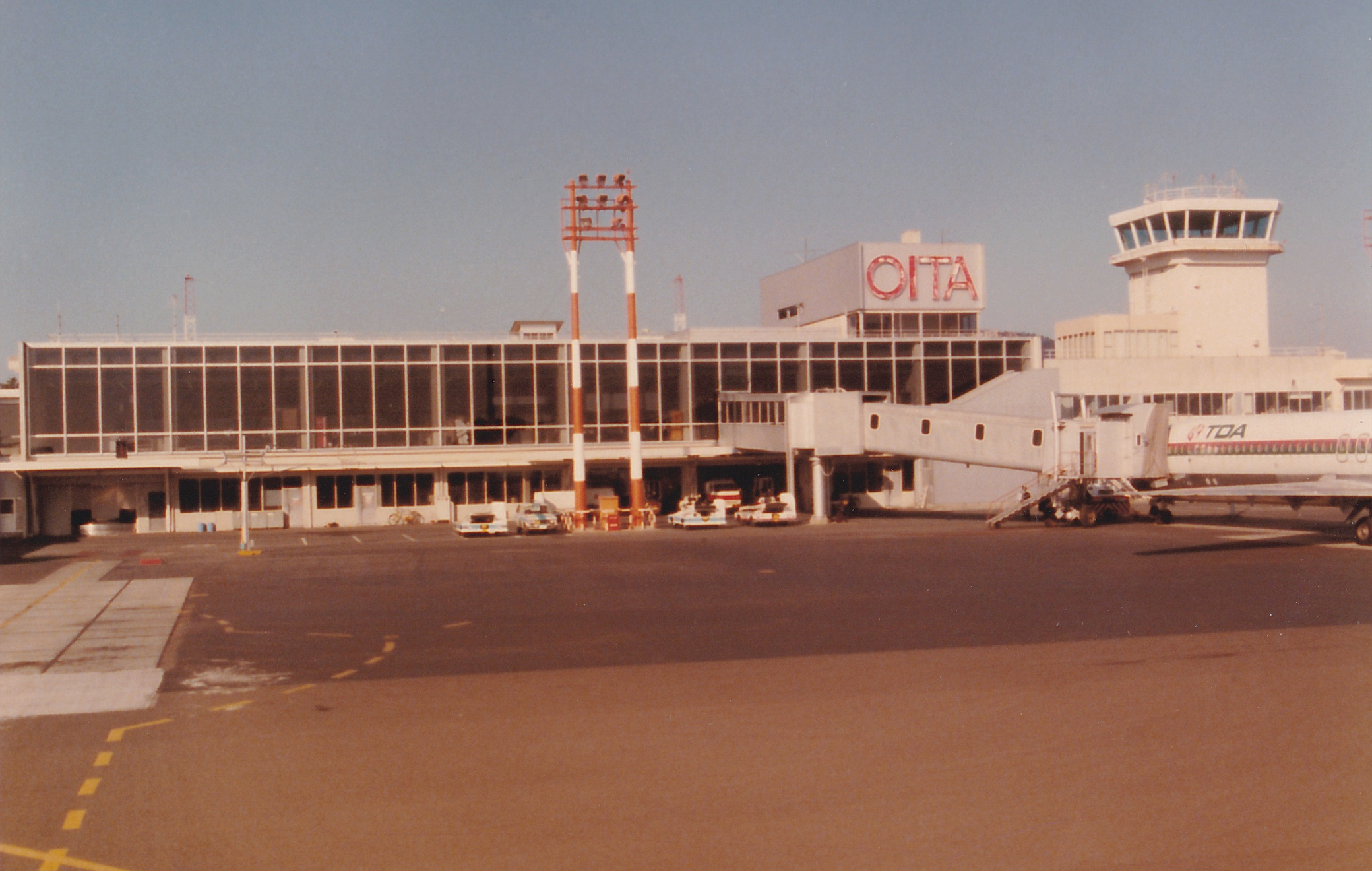
旧旅客ターミナルビル（1979年）
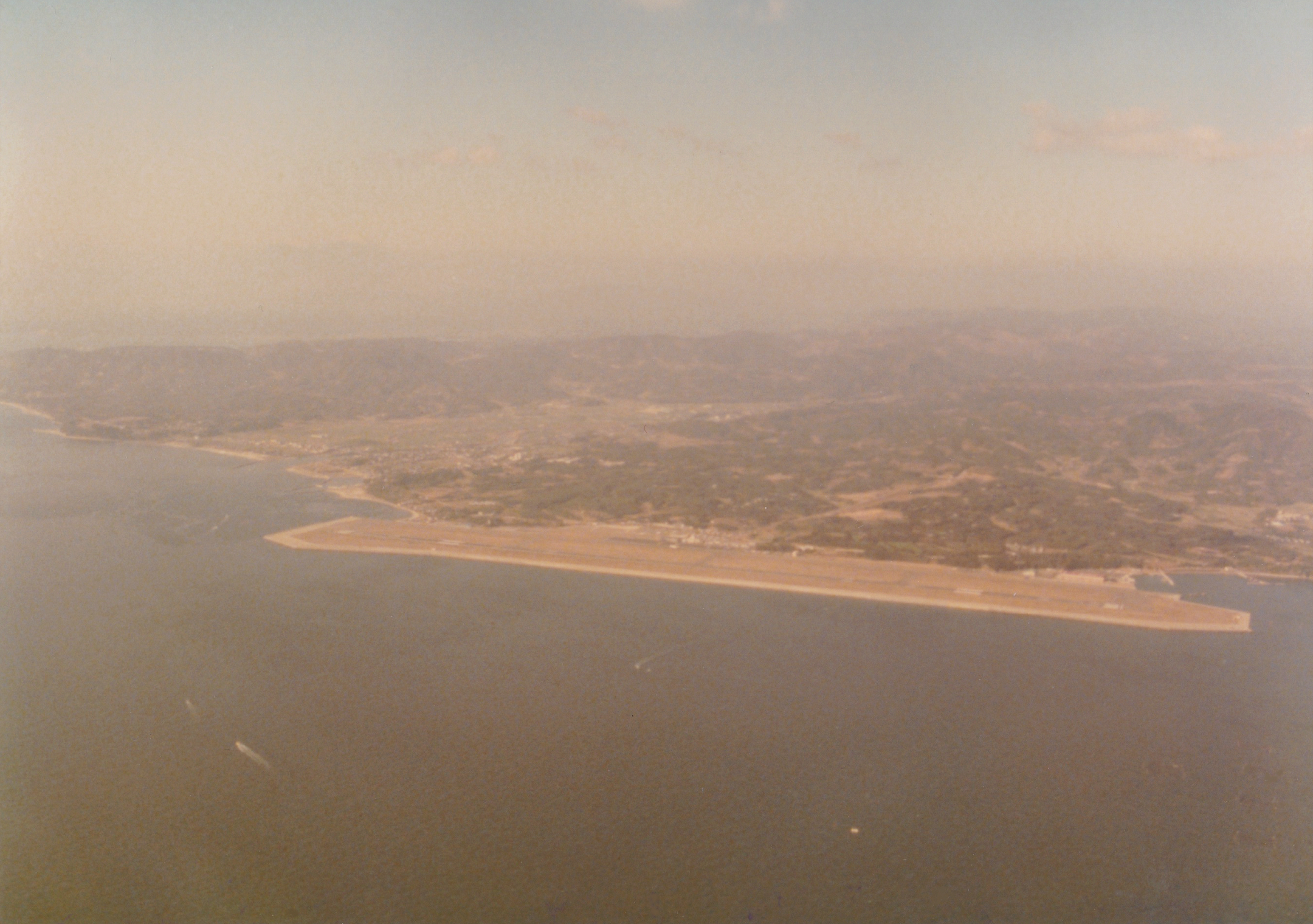
大分空港の航空写真（1979年）
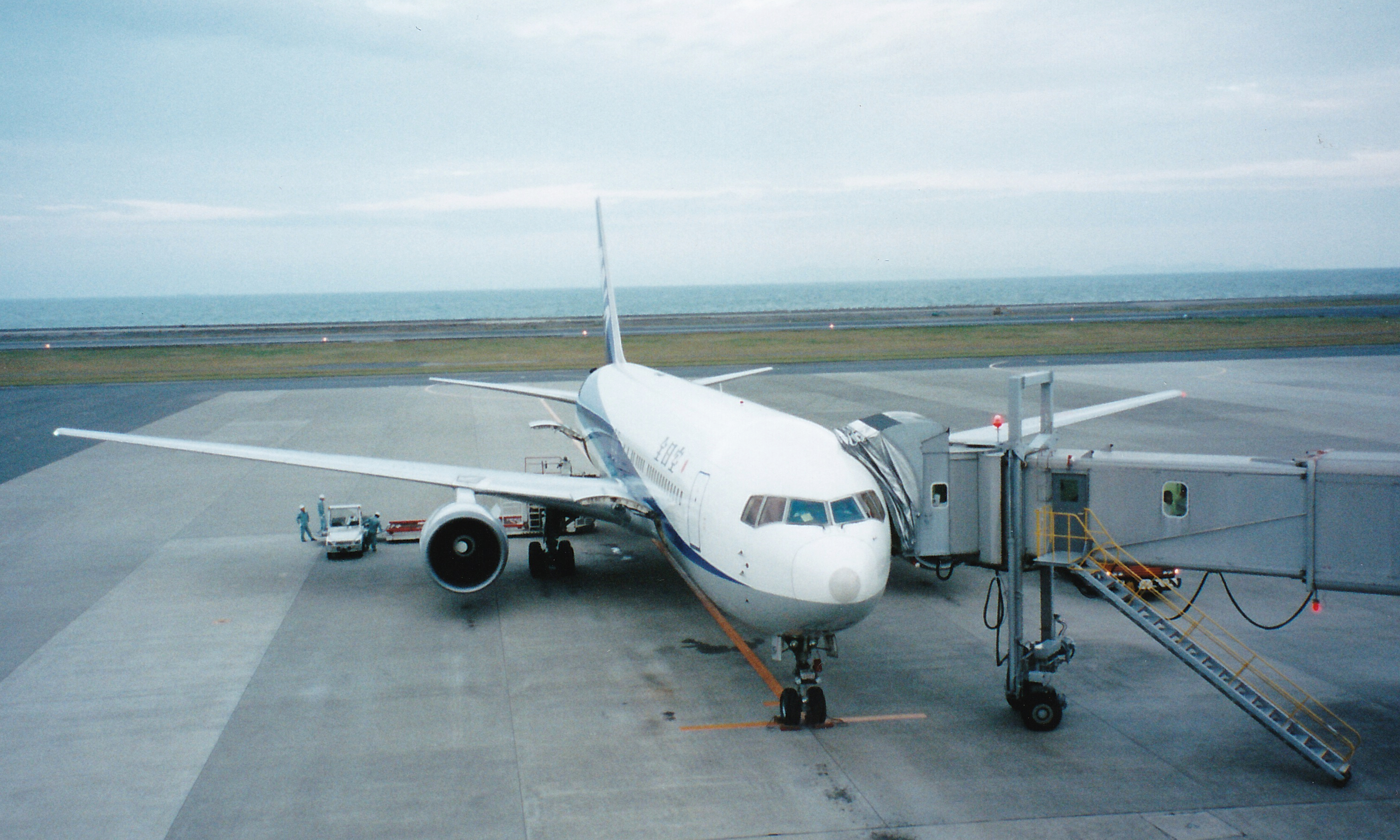
全日空 B767-300型機 （1996年）
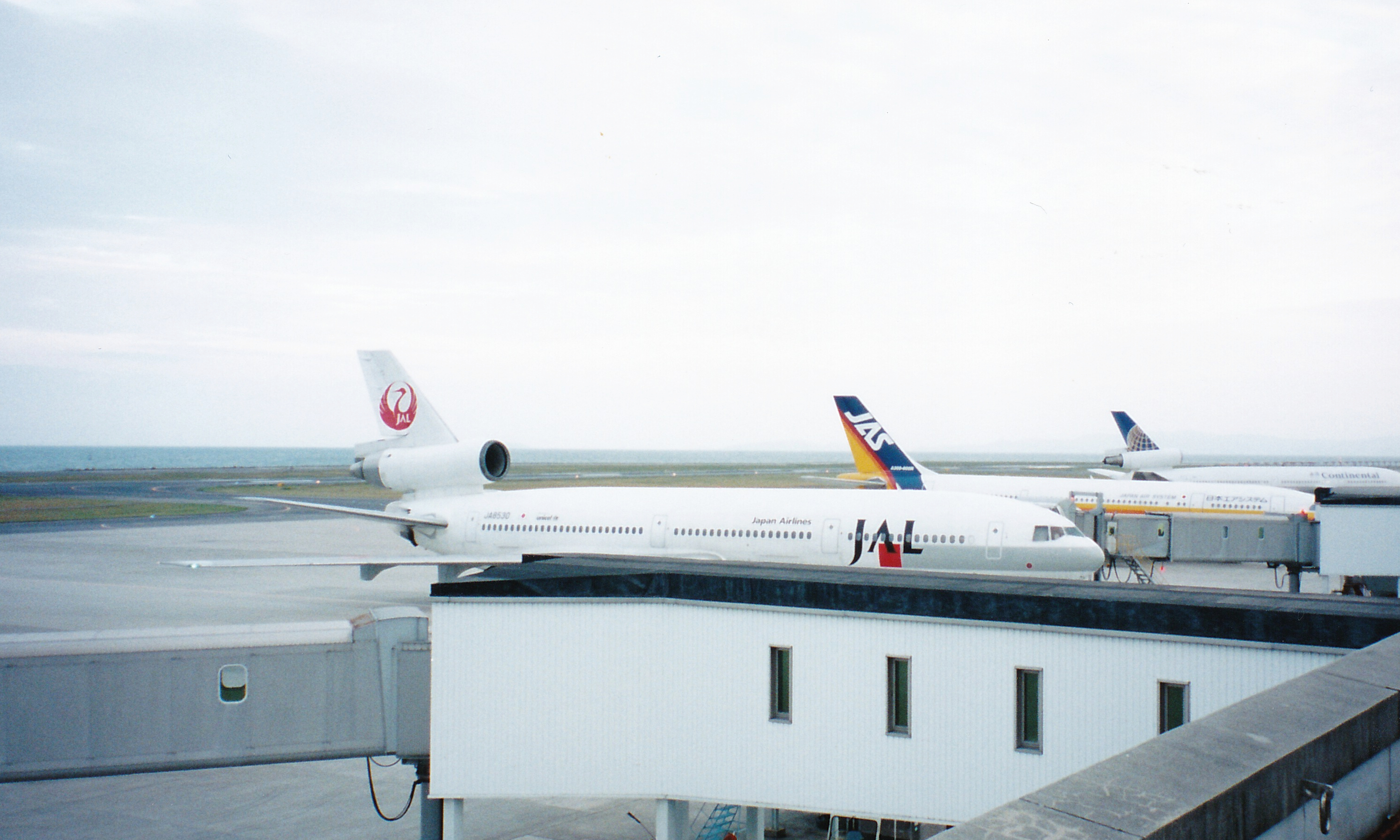
日本航空(DC-10)、日本エアシステム(A300)、コンチネンタル航空(DC-10)の機体（1996年）
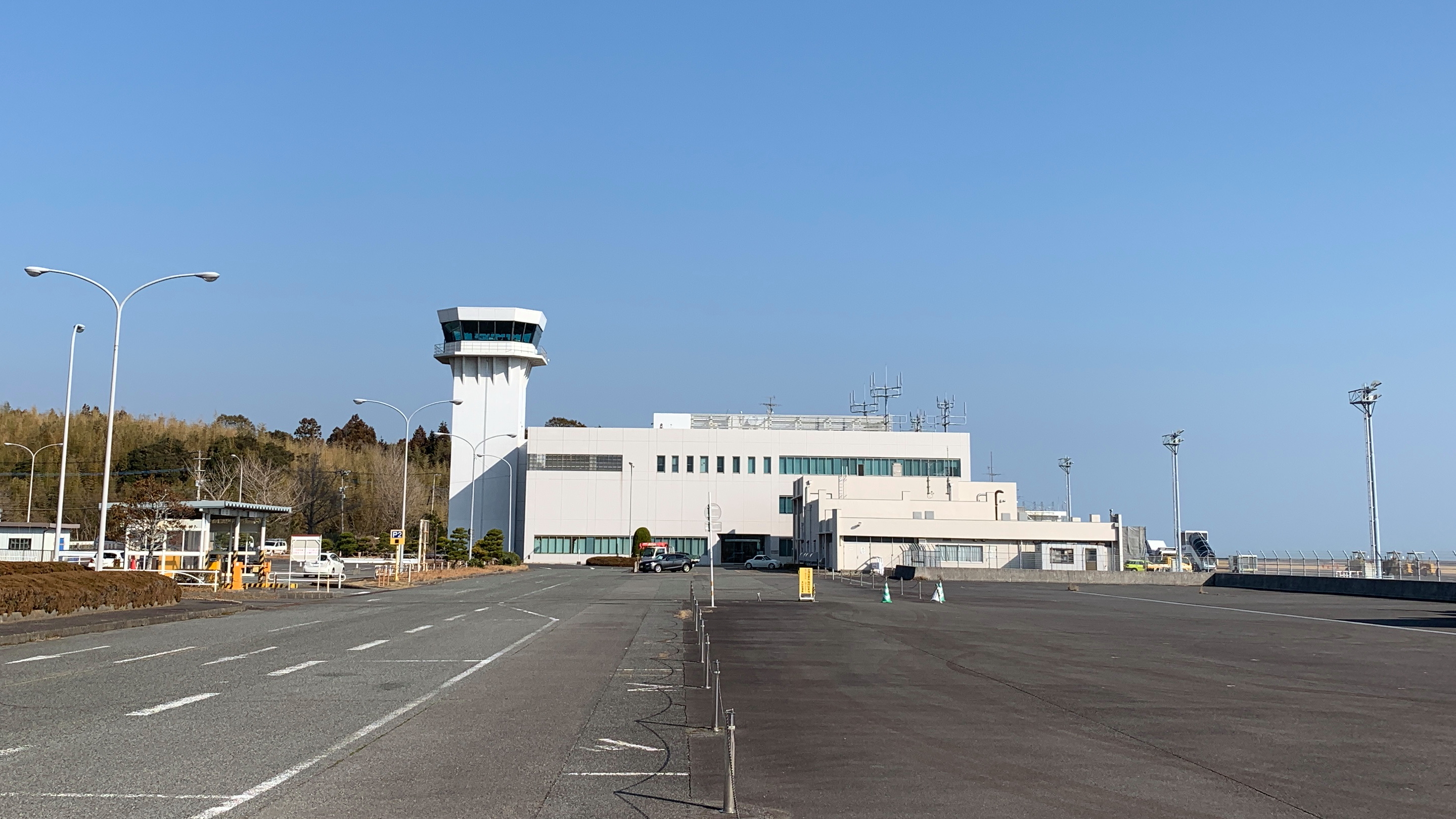
管制塔
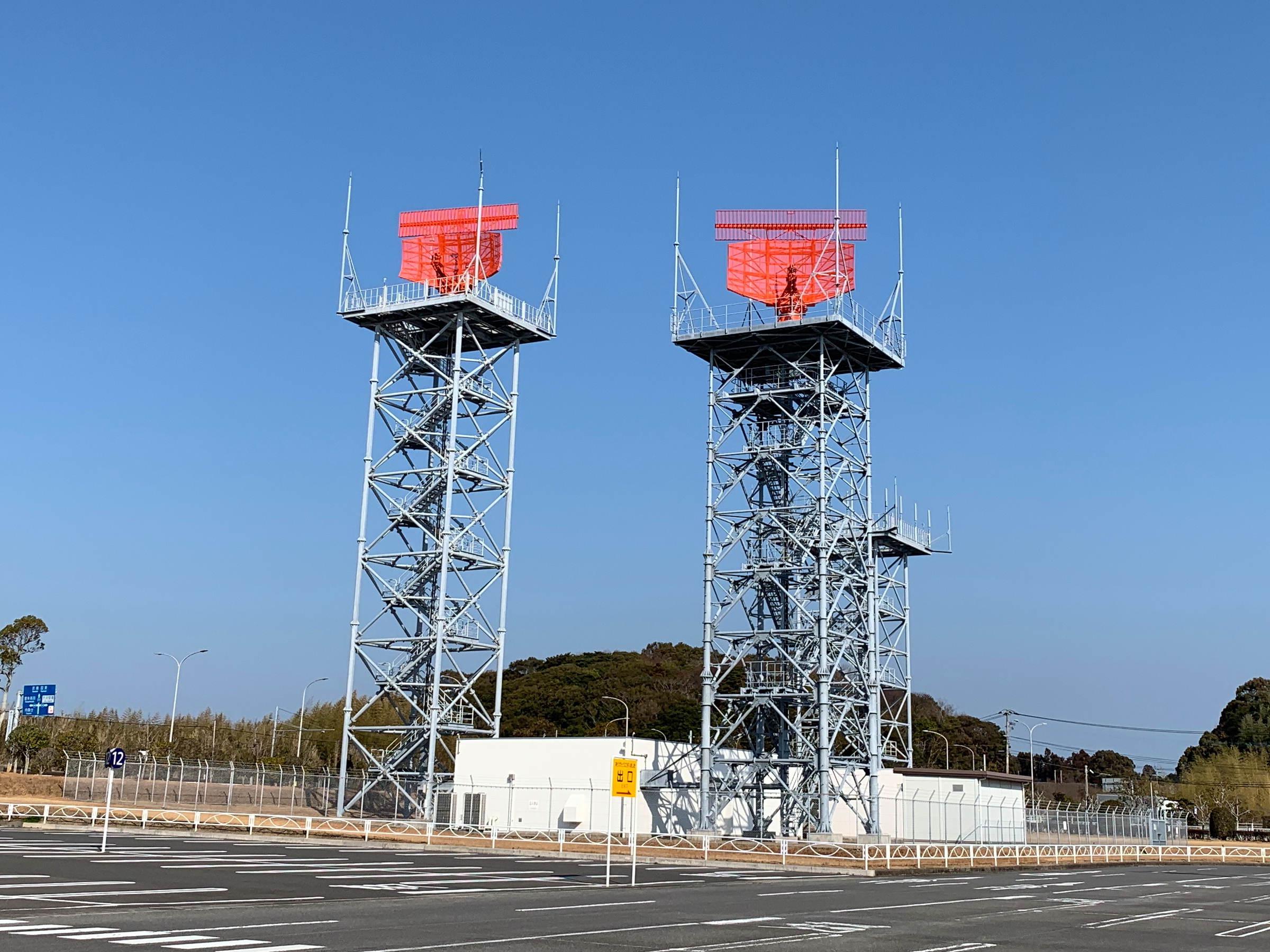
空港監視レーダー塔
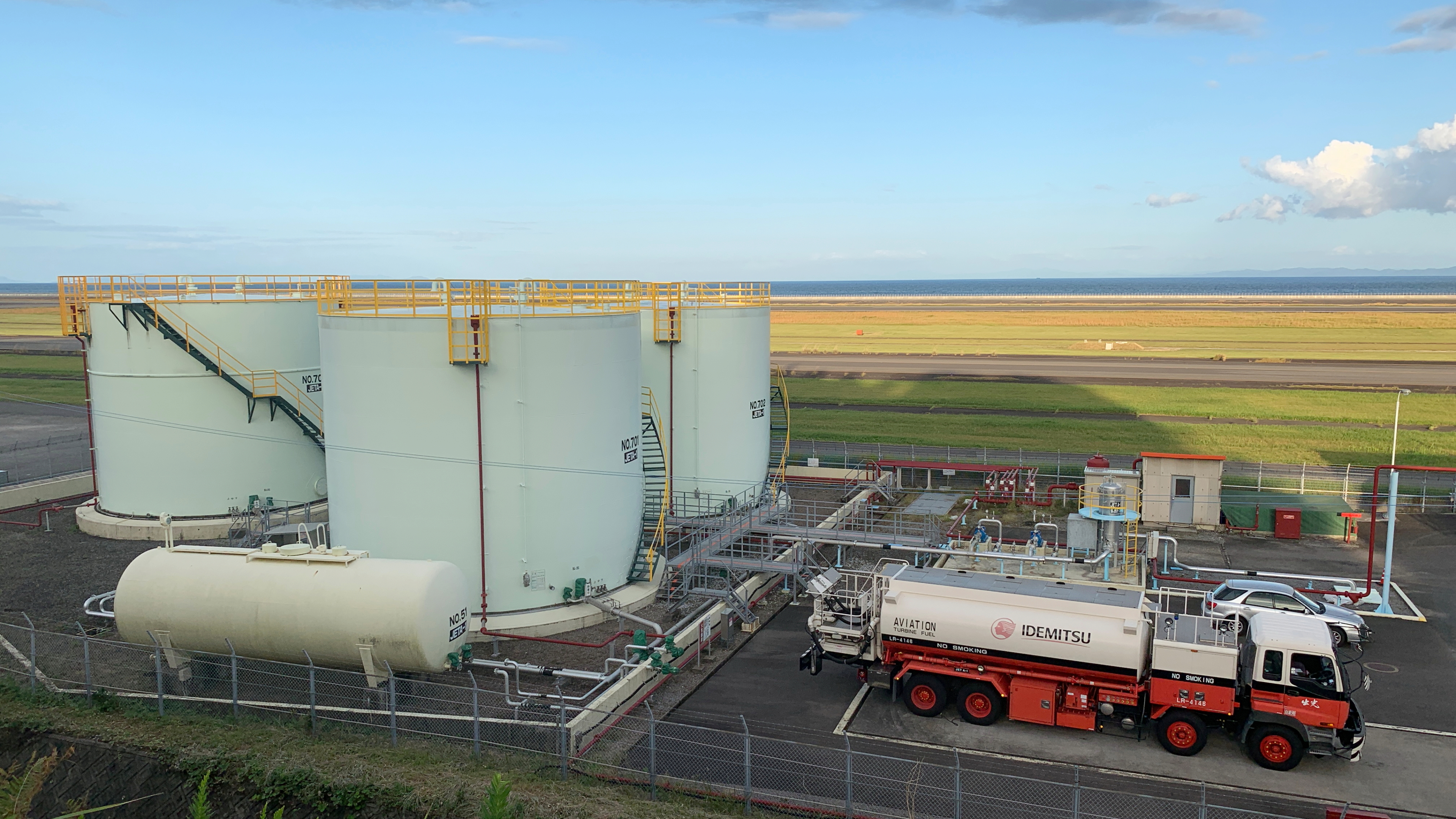
航空燃料備蓄タンクと輸送用トラック

旧空港が市街地に近かったこと、滑走路の両端を川に挟まれて延伸が困難であったこと、大分市の新産業都市指定の条件として移転が求められたことから、大分市内から現在地に移転。
- 1968年 - 新大分空港の設置が許可される。
- 1970年7月4日 - 起工式。
- 1971年10月16日 - 供用開始（滑走路長2,000m）。開港時の名称は「新大分空港」。

　開港と同時に全日本空輸が運航する大阪・名古屋便はジェット化されたものの、東京便は東亜国内航空の運航で当時当社はジェット機を保有していなかった為ジェット化が遅れ、ジェット化が完了したのは1972年8月であった。
- 1973年 - 「新大分空港」から「大分空港」へ改称。
- 1982年
  - 12月1日 - 出発ターミナルビル供用開始。
  - 12月10日 - 滑走路を北側に500m延伸し、2,500mで供用開始。
- 1988年10月31日 - 滑走路を南側に500m延伸し、3,000mで供用開始。
- 1990年12月1日 - 日本エアシステム（JAS）大分乗員訓練所開設。
- 1991年12月4日 - 到着ターミナルビル供用開始。旧ターミナルビルの一般利用終了。
- 1992年3月28日 - 国際線ターミナルビル供用開始。
- 1996年5月30日 - 新貨物ターミナルビル竣工。
- 2000年7月1日 - 運用時間を1時間延長（7:30 - 21:30）。
- 2001年3月 - 国際線施設増築部分供用開始。
- 2002年3月1日 - 増改築リニューアルが完了。新旅客ターミナルビル供用開始。
- 2009年10月31日 - 大分ホーバーフェリー運航終了。
- 2012年9月1日 - 旅客ターミナルビル2階搭乗待合室内に「ラウンジくにさき」オープン[21]。
- 2015年3月29日 - 運用時間を1時間延長（7:30 - 22:30）[22][23]。
- 2016年
  - 6月1日 - 国内線到着ロビーに無料足湯がオープン[24]。
  - 12月28日 - 国内線ビル3階の展望デッキをリニューアルオープン[25]。
- 2017年8月29日 - 岩国飛行場から普天間飛行場に向かっていたアメリカ海兵隊のMV-22 オスプレイ1機が、エンジントラブルのため緊急着陸[26][27]。エンジン交換のため9月8日まで大分空港に駐機した[28]。この間、民間機の飛行に影響はなかった。
- 2018年
  - 2月26日 - 国内線ビル2階の到着エリア北寄りに、エレベーターとエスカレーターを1台ずつ新設し、運用を開始[29]。
  - 9月16日 - 個人所有の小型機が胴体着陸。 滑走路が閉鎖されたため、同空港発着便の欠航が相次いだ[30]。
  - 12月ｰ 展望デッキ入口前にフライトシミュレーターを設置[31][32]。
- 2019年6月1日 - 国際線ターミナル増改築が竣工し供用を開始[33]。
- 2023年9月16日 - アメリカ軍のオスプレイ1機が緊急着陸。2017年以来、2回目。滑走路が15分にわたり閉鎖され、旅客機3便に遅れ[34]。
- 2023年11月13日 - 福岡県の築城基地が使えなくなったとの想定で、自衛隊統合演習で初めて民間である大分空港が使われた。大分空港で航空自衛隊のF-2支援戦闘機4機が離着陸した。統合演習の為に約2時間滑走路が封鎖された。
- 2025年7月26日 - 大分第一ホーバードライブによるホーバークラフトが運航開始。
- 2026年10月 - 大分進入管制区を廃止し、進入・ターミナルレーダー管制を福岡空港事務所に移管（予定）[35]。

### 大分宇宙港
ヴァージン・オービット

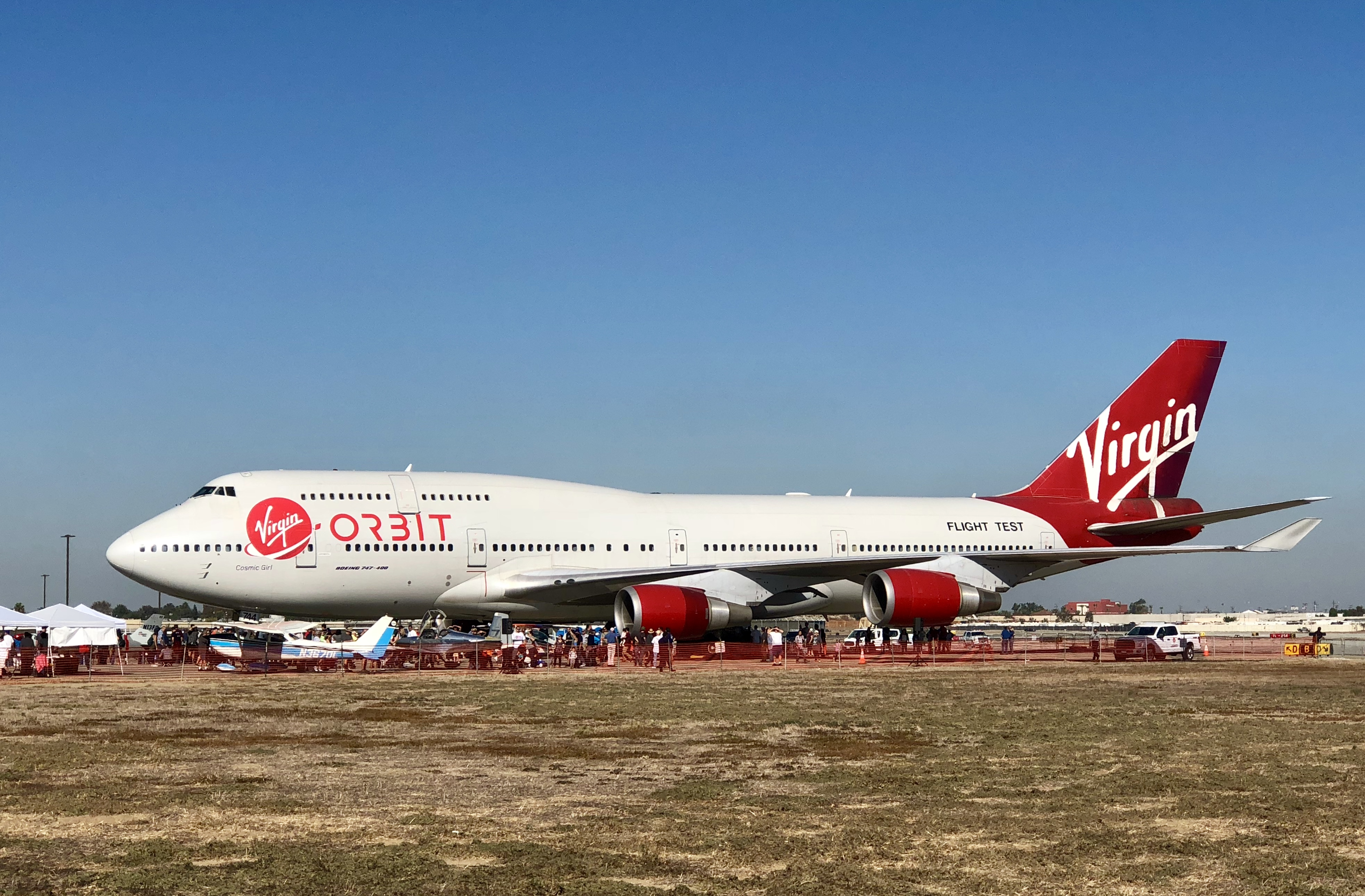
配備予定のボーイング747-400 コズミックガール

大分空港は、ヴァージン・ギャラクティックから分社して設立されたヴァージン・オービットと、小型人工衛星の打ち上げの拠点の宇宙港として整備を行っていた。運用機材として、ロケットを打ち上げるために改良されたボーイング747-400（コズミックガール）、小型空中発射ロケットのランチャーワンが配備され、2022年夏以降からの10年間で20回の打ち上げを計画していた。ヴァージン・オービット社は大分空港からの打ち上げを行わないまま、2023年4月に経営破綻した。

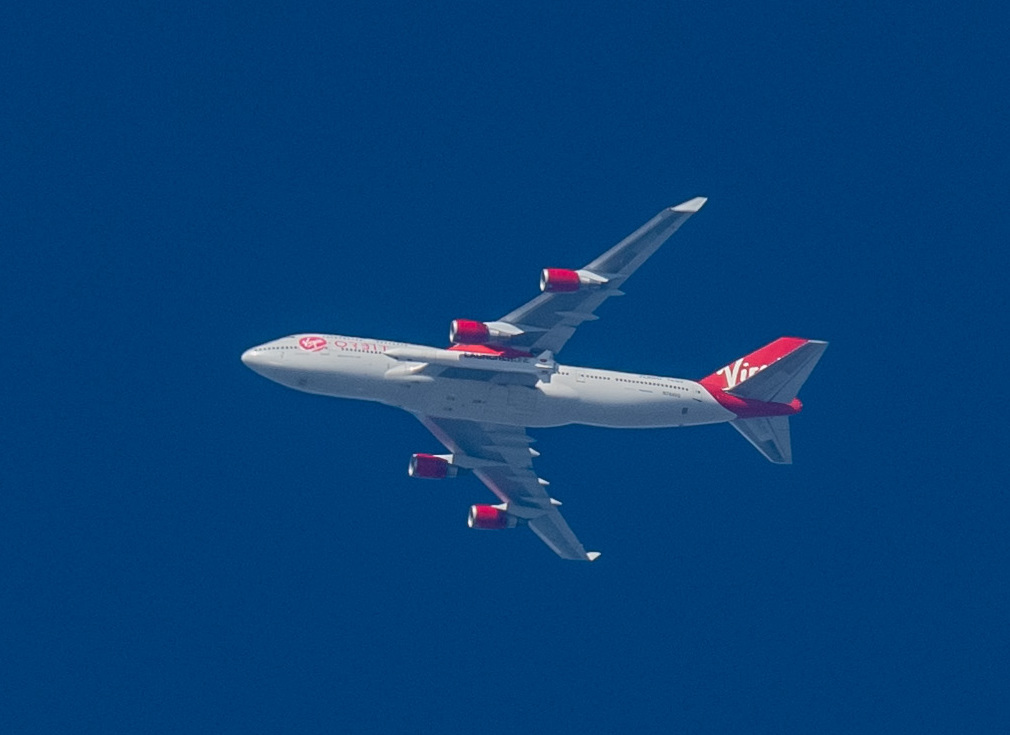
飛行中のコズミックガールとランチャーワン
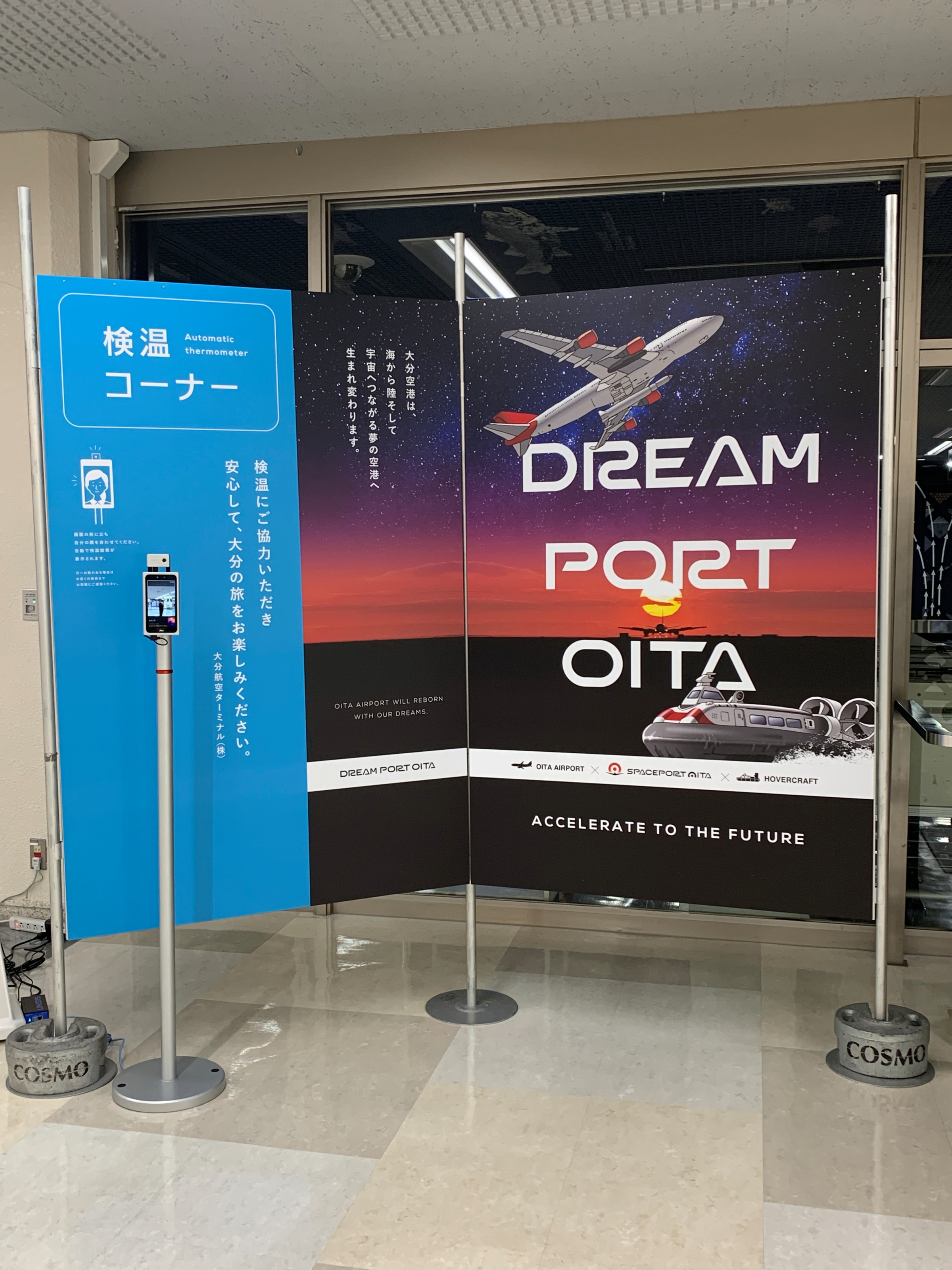
空港内に設置されているサインボード

- 2020年4月2日 - 英国ヴァージン・グループのヴァージン・オービット社と大分県が、 大分空港を人工衛星打ち上げの水平型宇宙港として開港する準備を進めることを発表[37][38]。
- 2023年4月4日 - ヴァージン・オービット社が連邦倒産法第11章 (Chapter 11) の適用を申請して経営破綻[13]。

シエラ・スペース

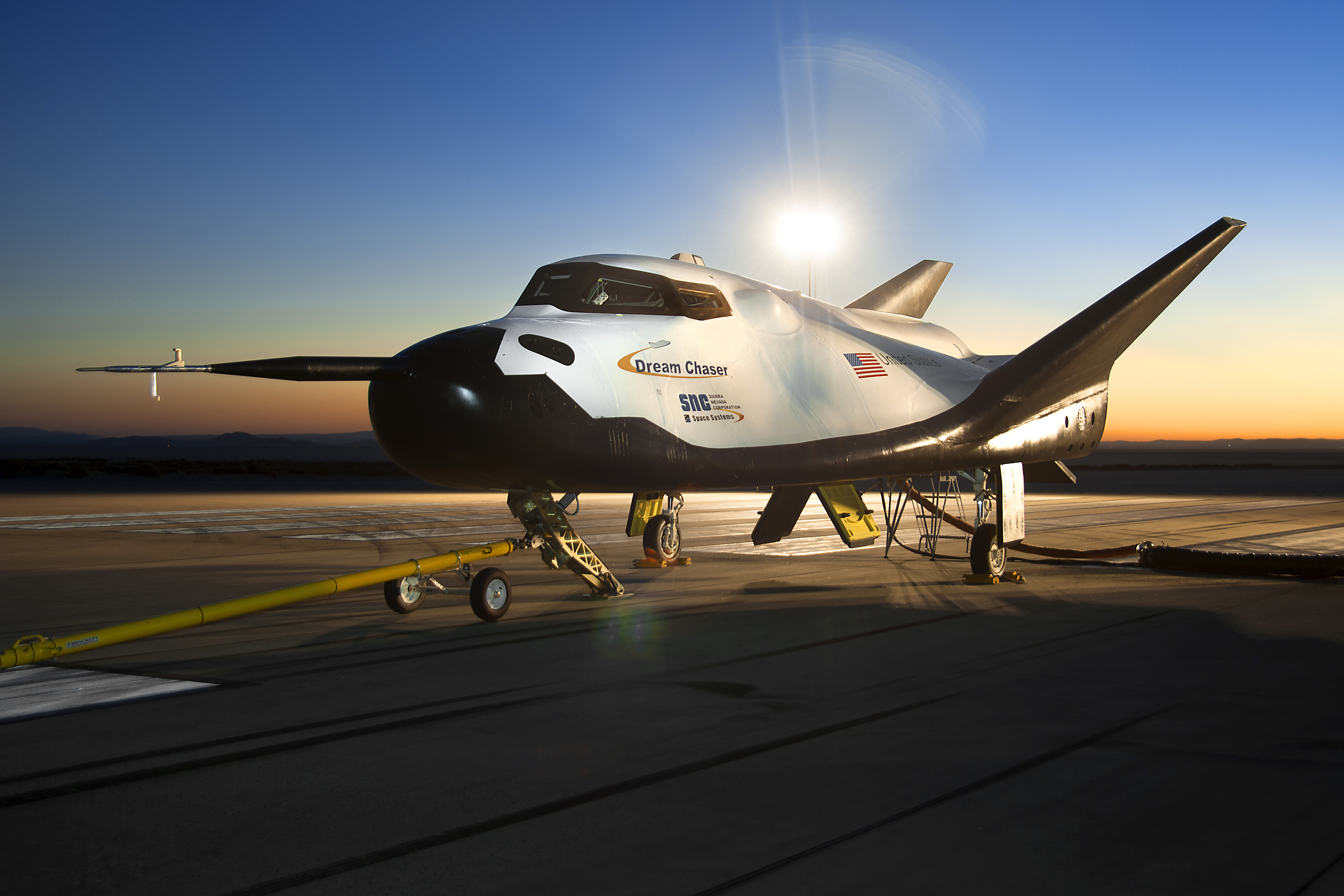
大分空港に着陸予定のドリームチェイサー宇宙船

2022年2月 - 米国シエラ・ネヴァダ・コーポレーションの子会社シエラ・スペース社と、兼松、大分県は宇宙輸送船ドリーム・チェイサーのアジアの着陸拠点として大分空港を活用することを検討する覚書を結んだ。
2022年12月、日本航空は、大分県、シエラ・スペース社、兼松の3者によるドリームチェイサーの活用に向けたパートナーシップに新規参入を発表。ドリームチェイサーはアメリカを経由することなく大分空港に着陸することにより、重力の影響を受ける時間が短縮され実験サンプルの回収が迅速になることが期待されている。

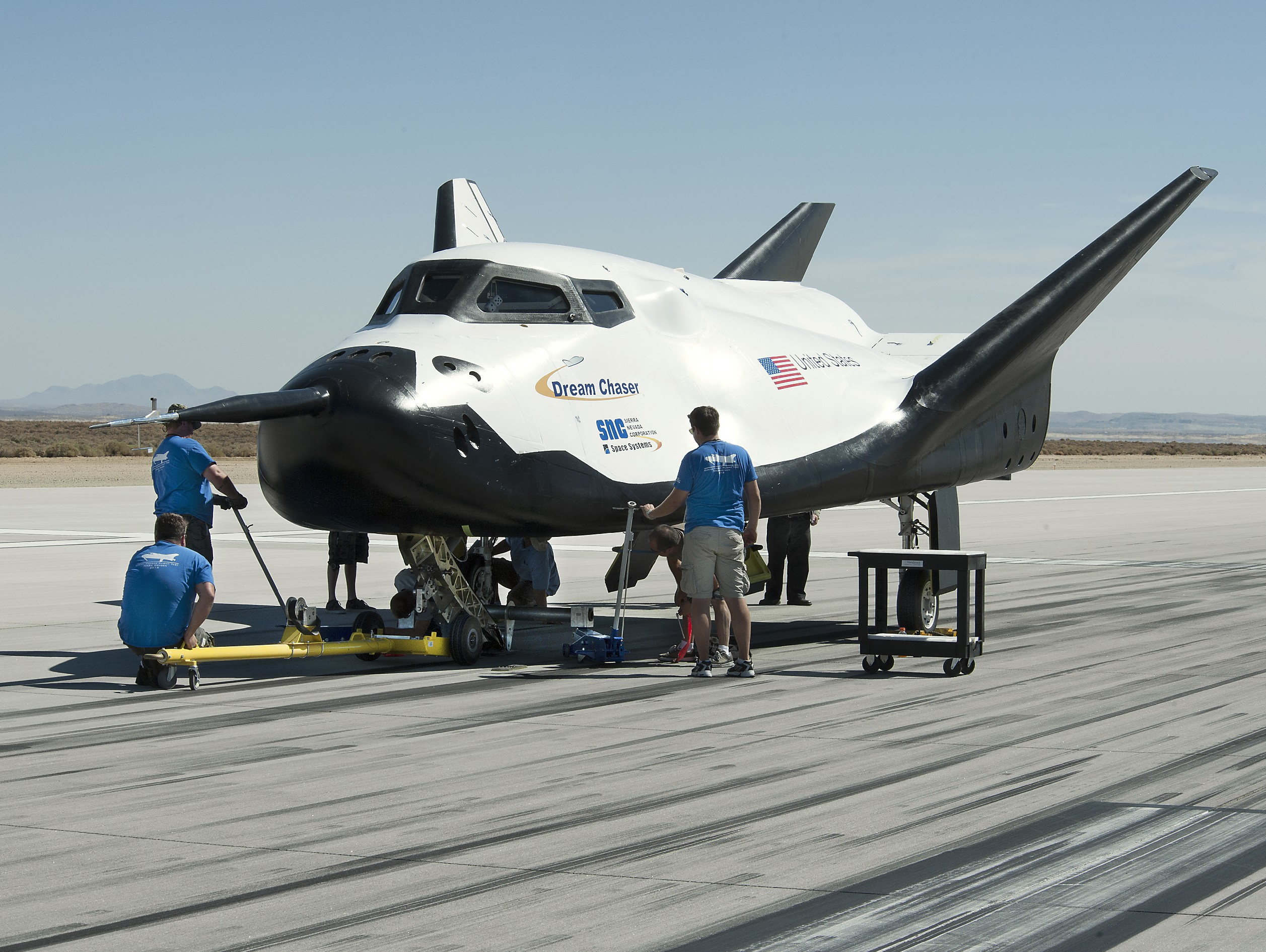
試験中のドリームチェイサー(エドワーズ空軍基地）
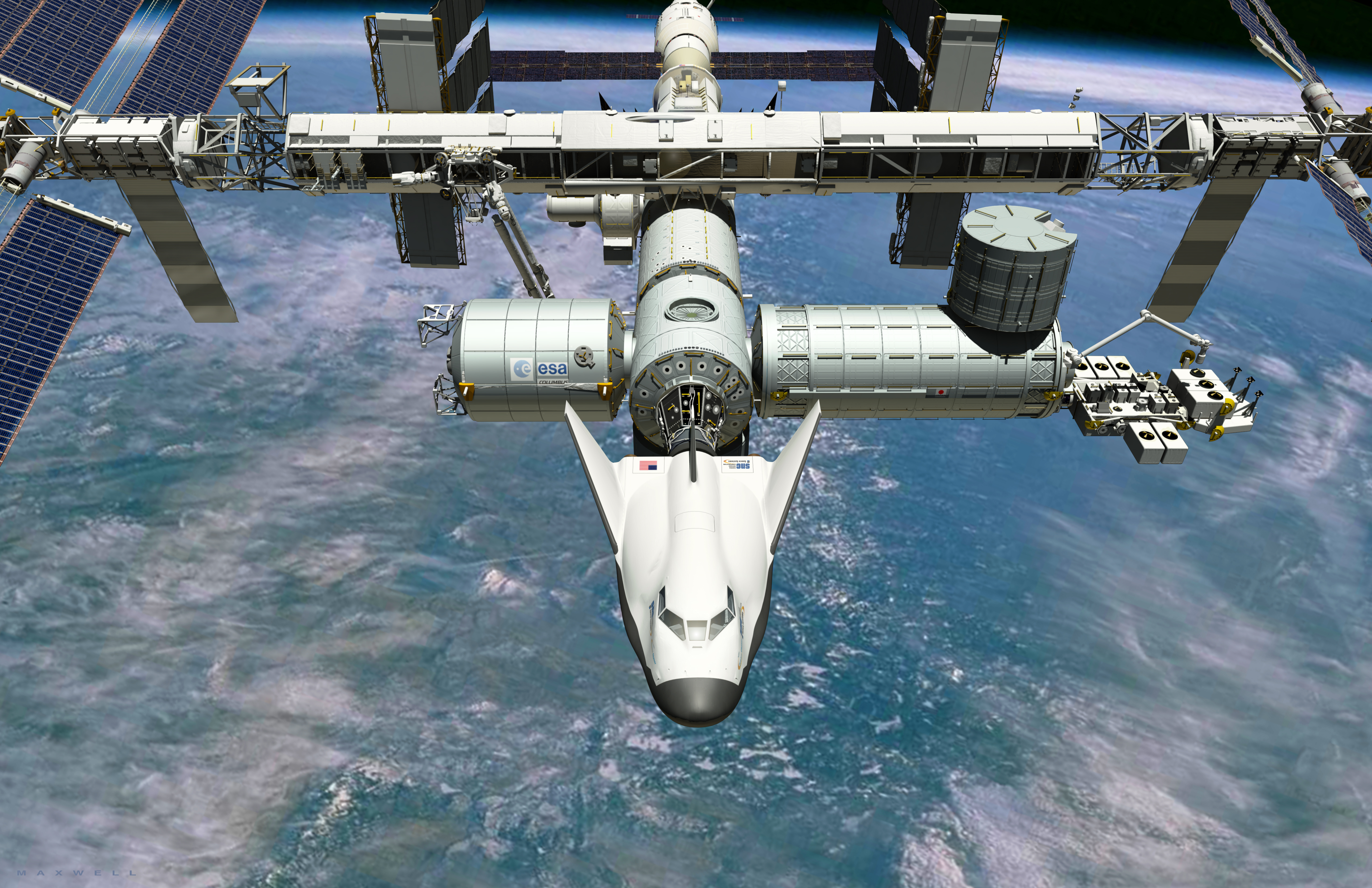
国際宇宙ステーションにドッキングしたドリームチェイサー（イメージ）

## 施設

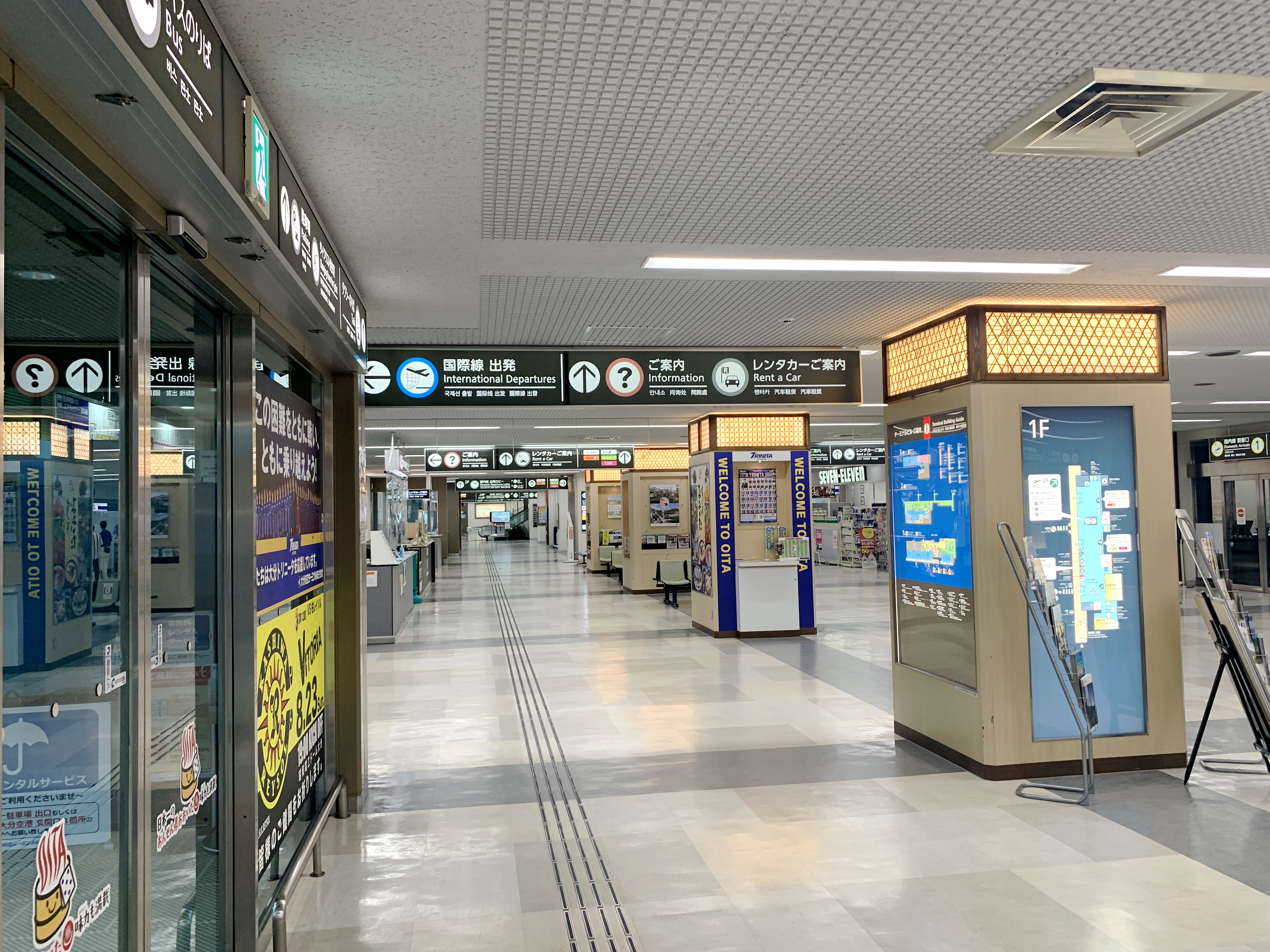
国内線旅客ターミナル 1階
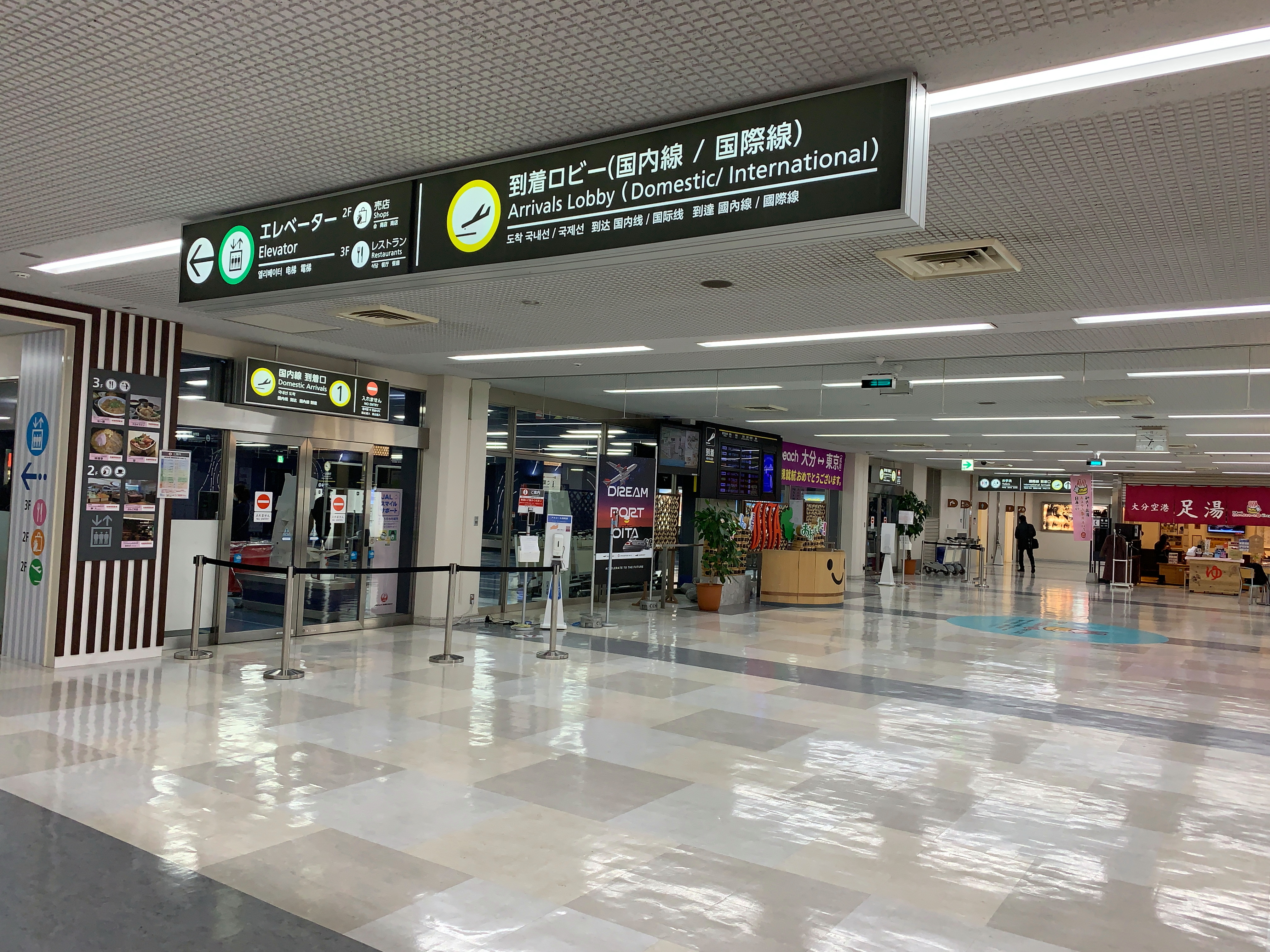
国内線到着ロビー 1階
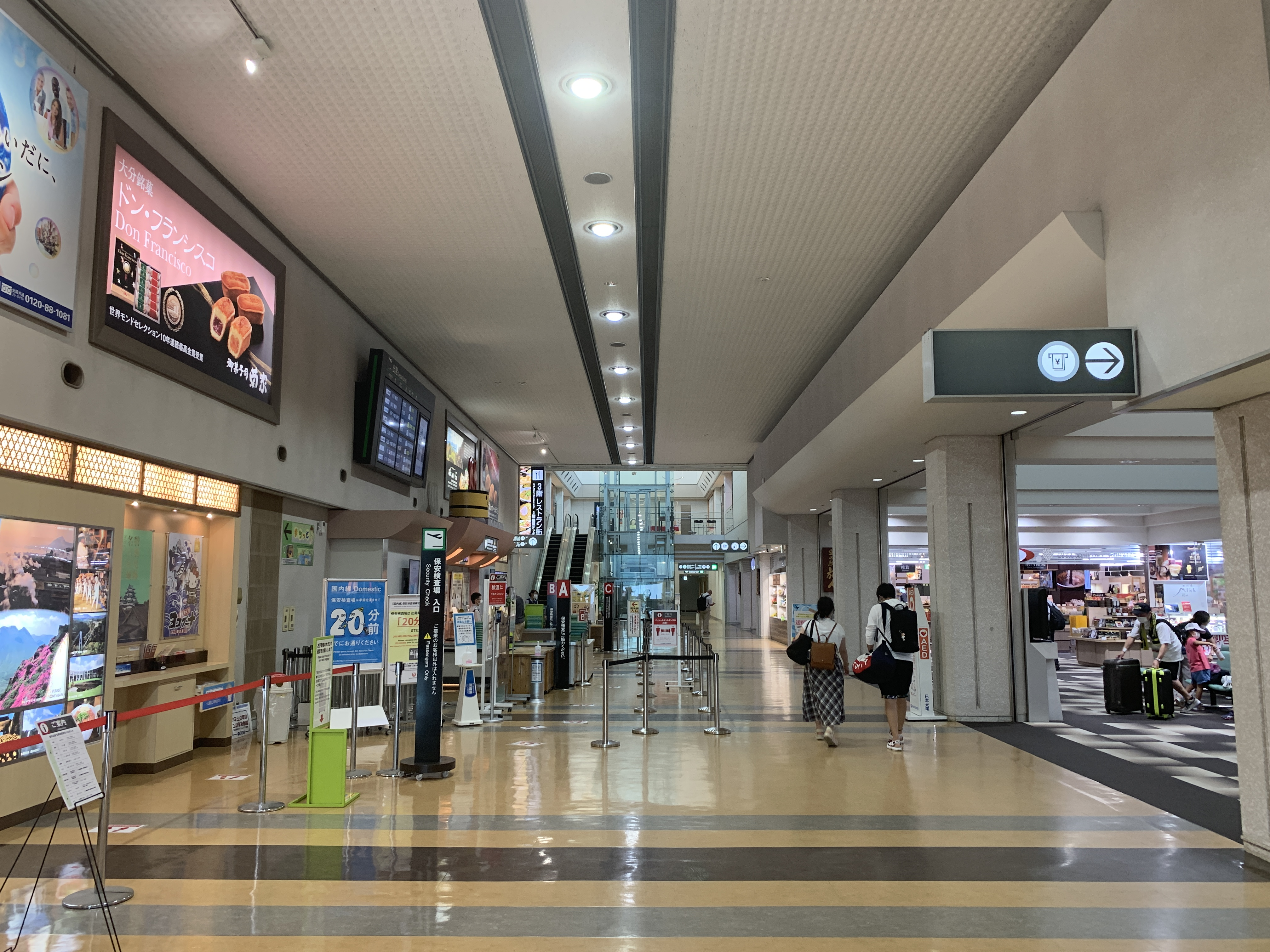
国内線旅客ターミナル 2階
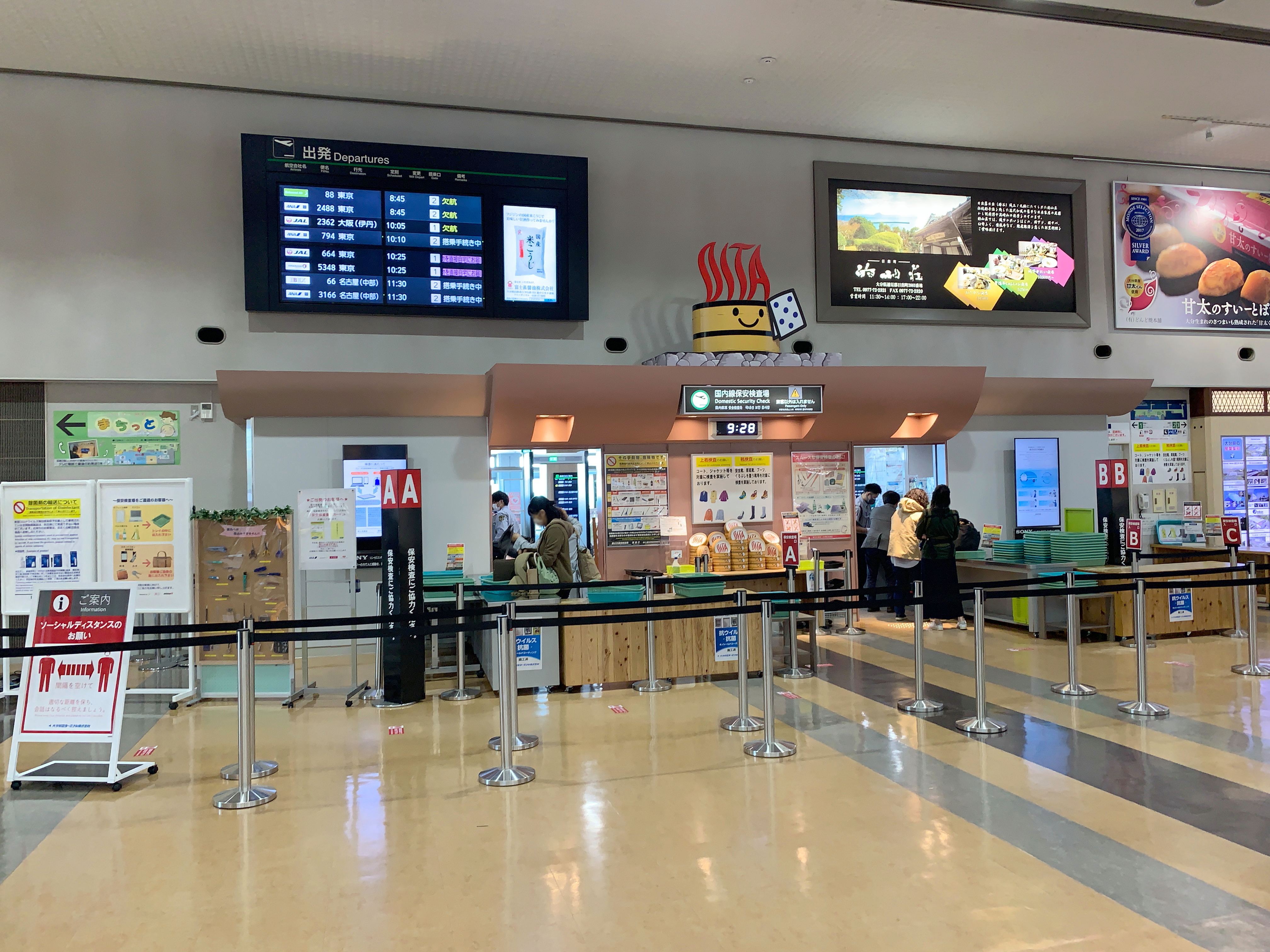
国内線保安検査場 2階
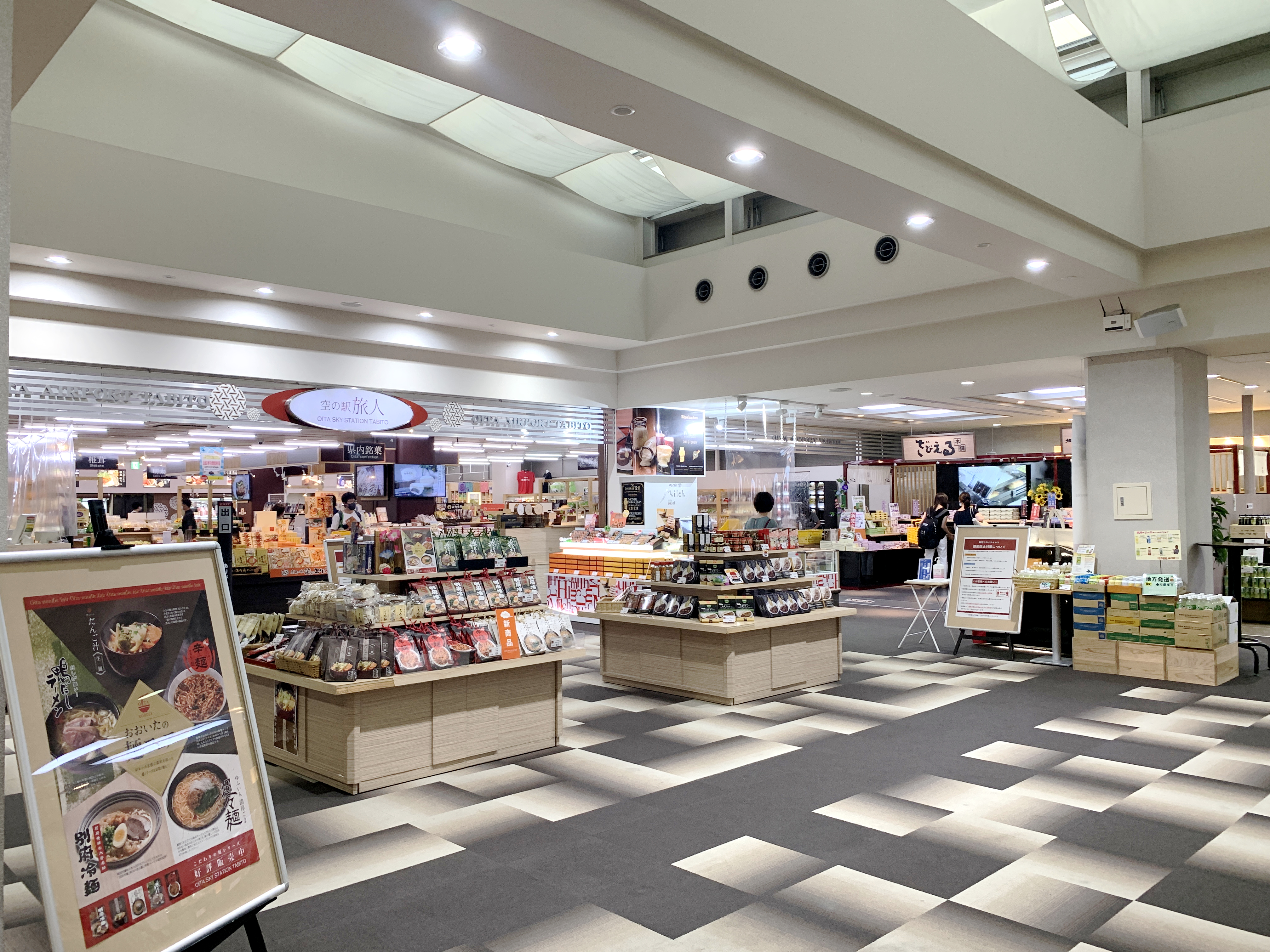
国内線旅客ターミナル 2階 の売店
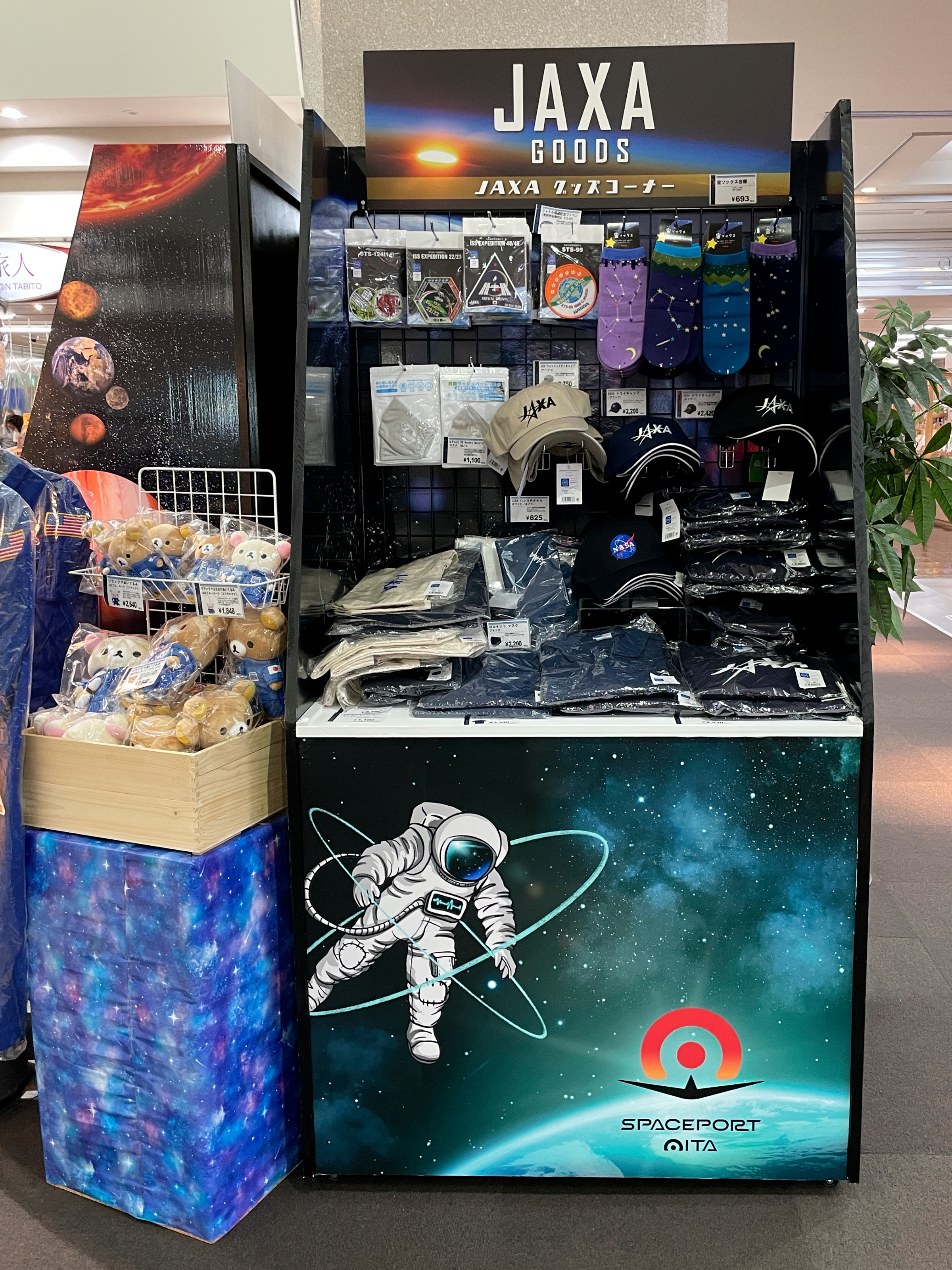
JAXAグッズコーナー 2階
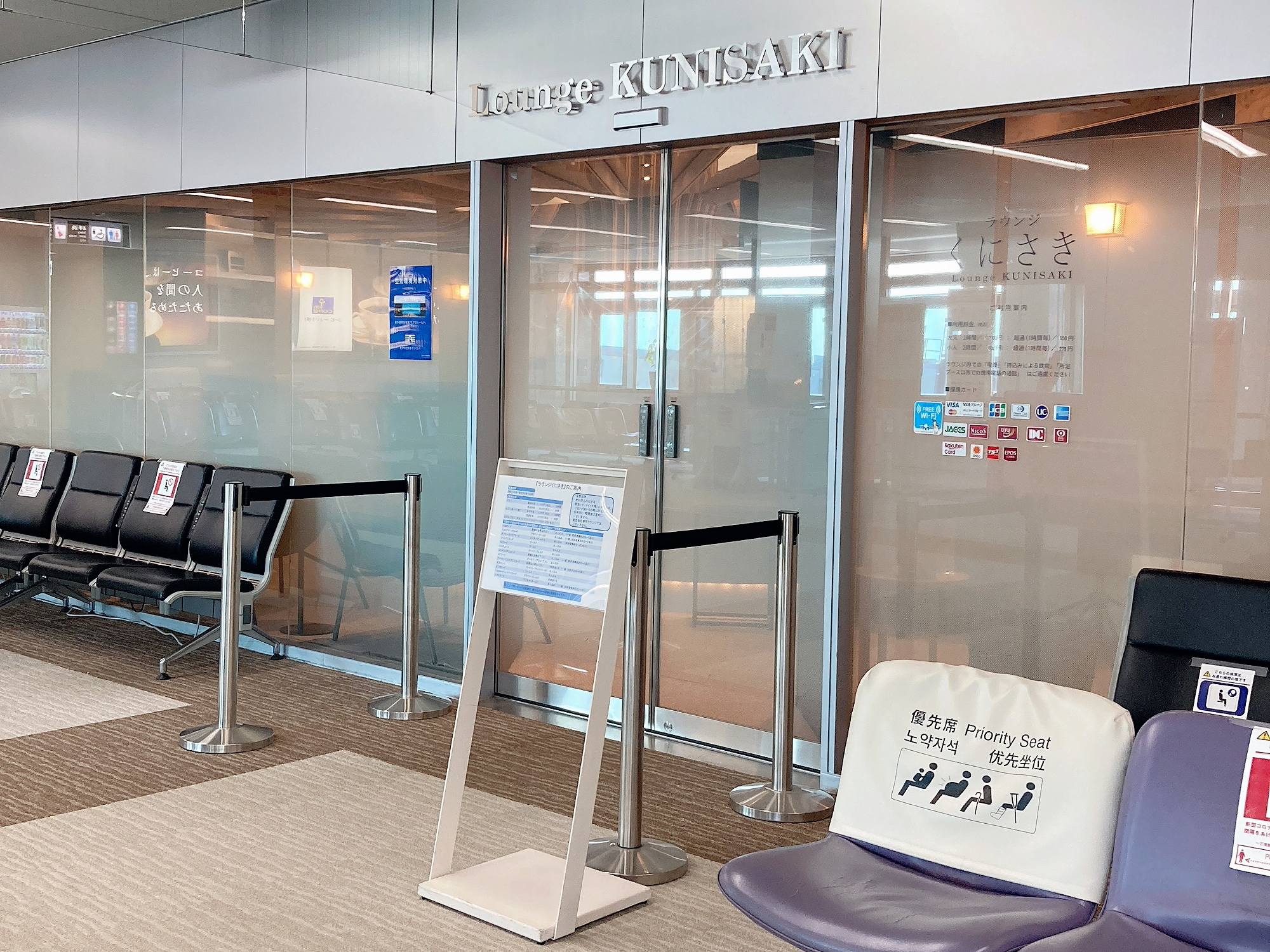
ラウンジ くにさき 2階（搭乗待合室内）
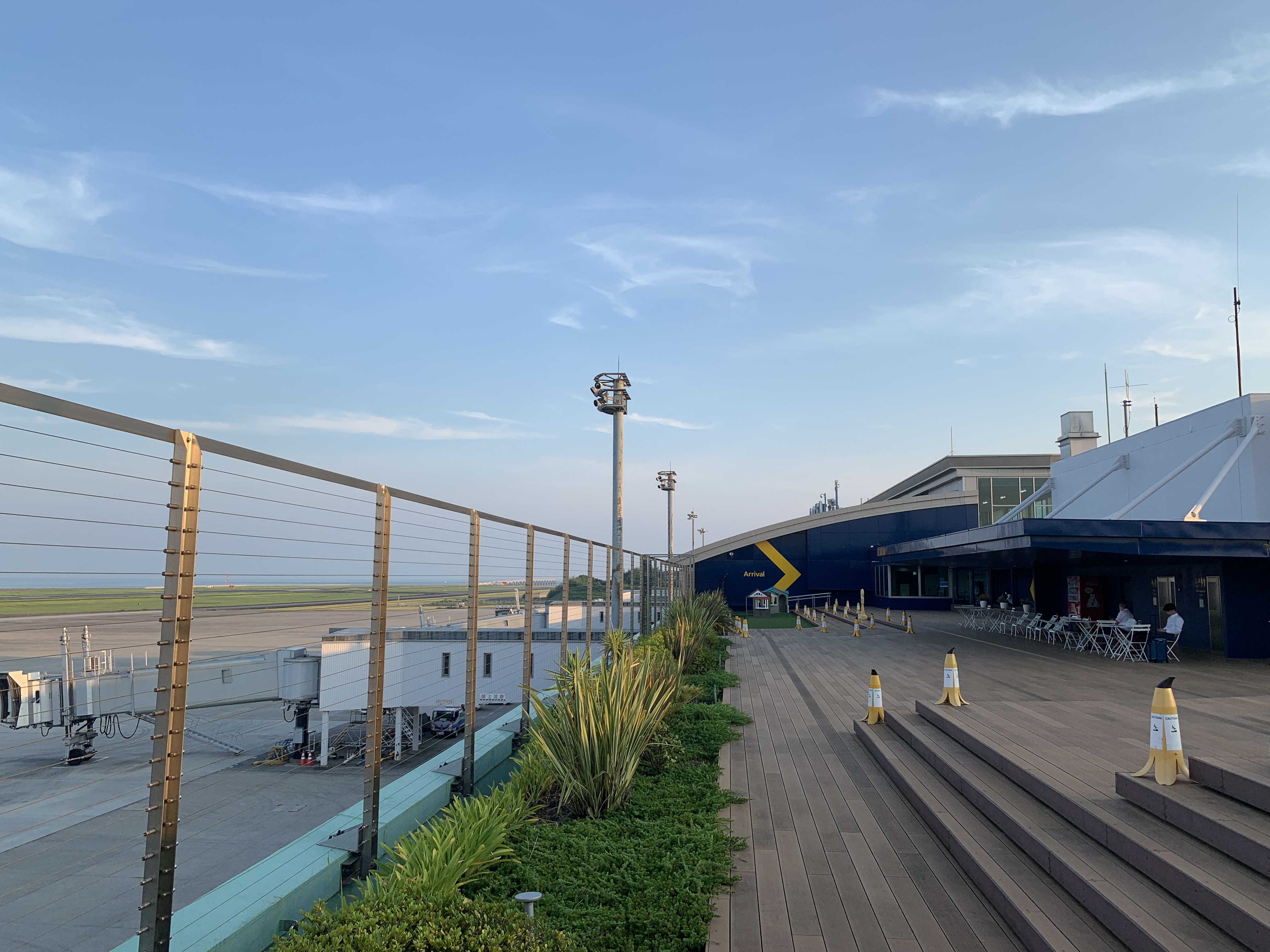
国内線旅客ターミナル展望デッキ
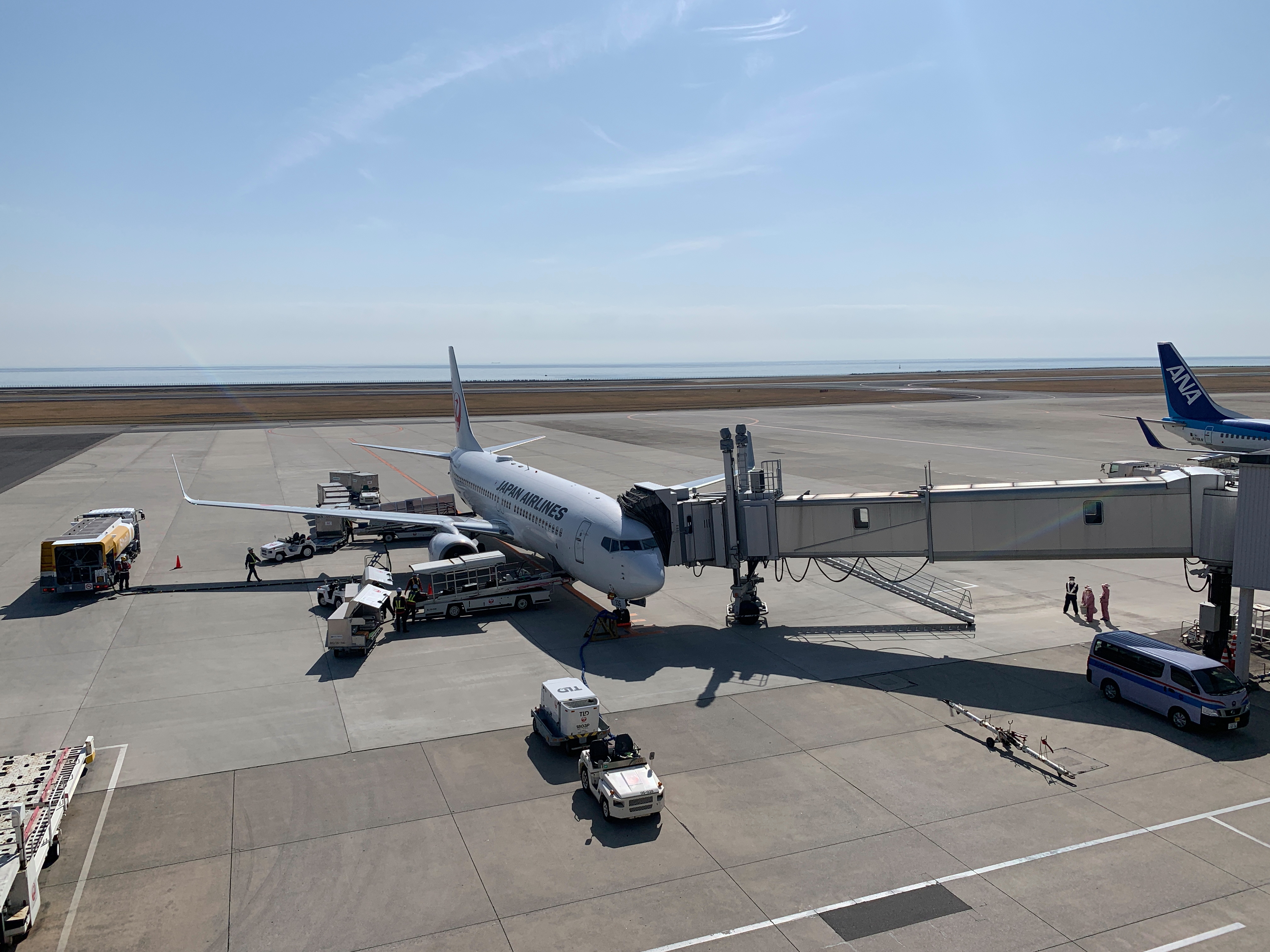
展望デッキから見たローディングエプロン
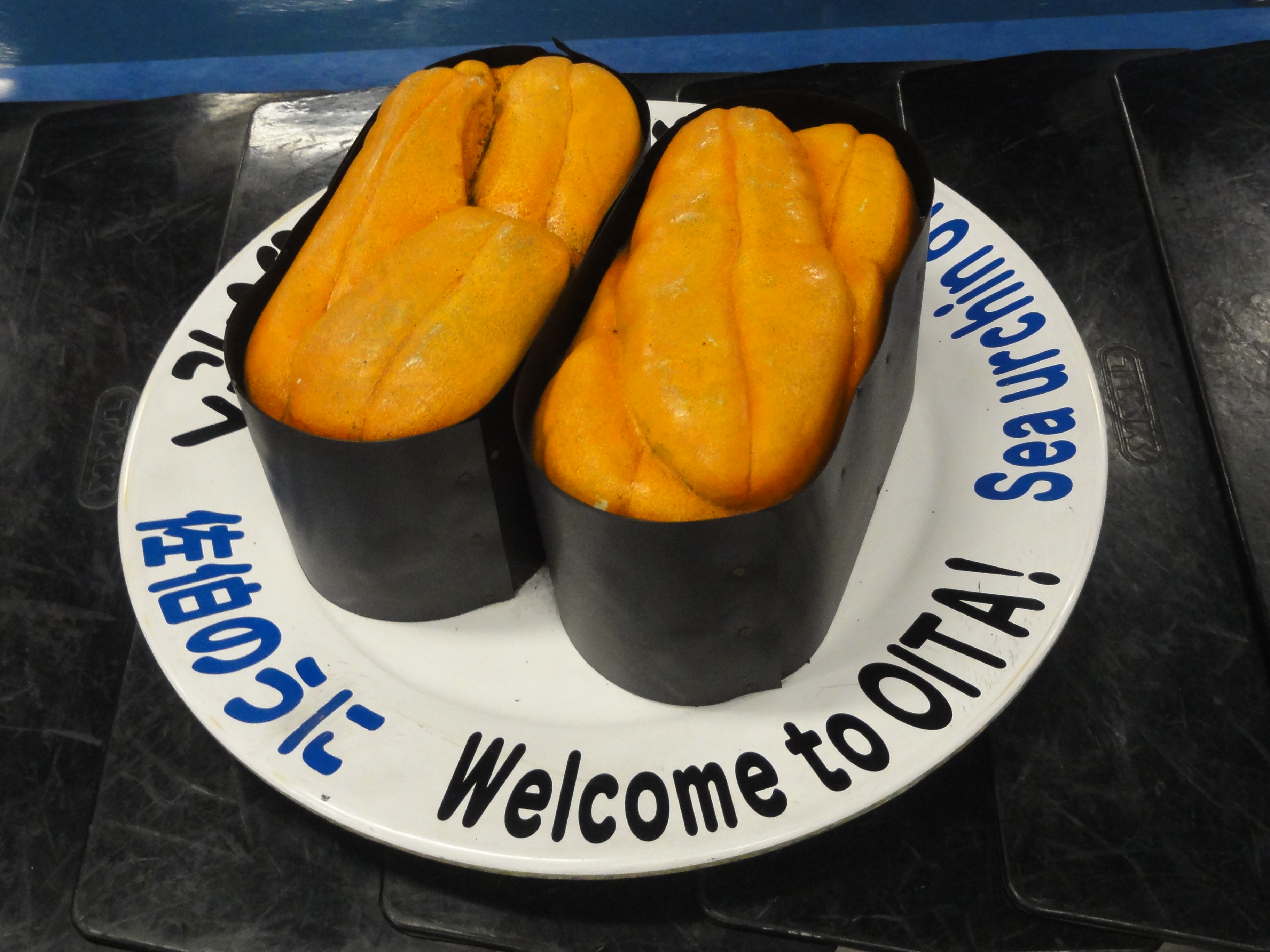
国内線到着ロビーにある、手荷物引渡所のベルトコンベアに置かれた巨大にぎり寿司の模型。ベルトコンベアを回転寿司と見立てて荷物と一緒に置かれている。
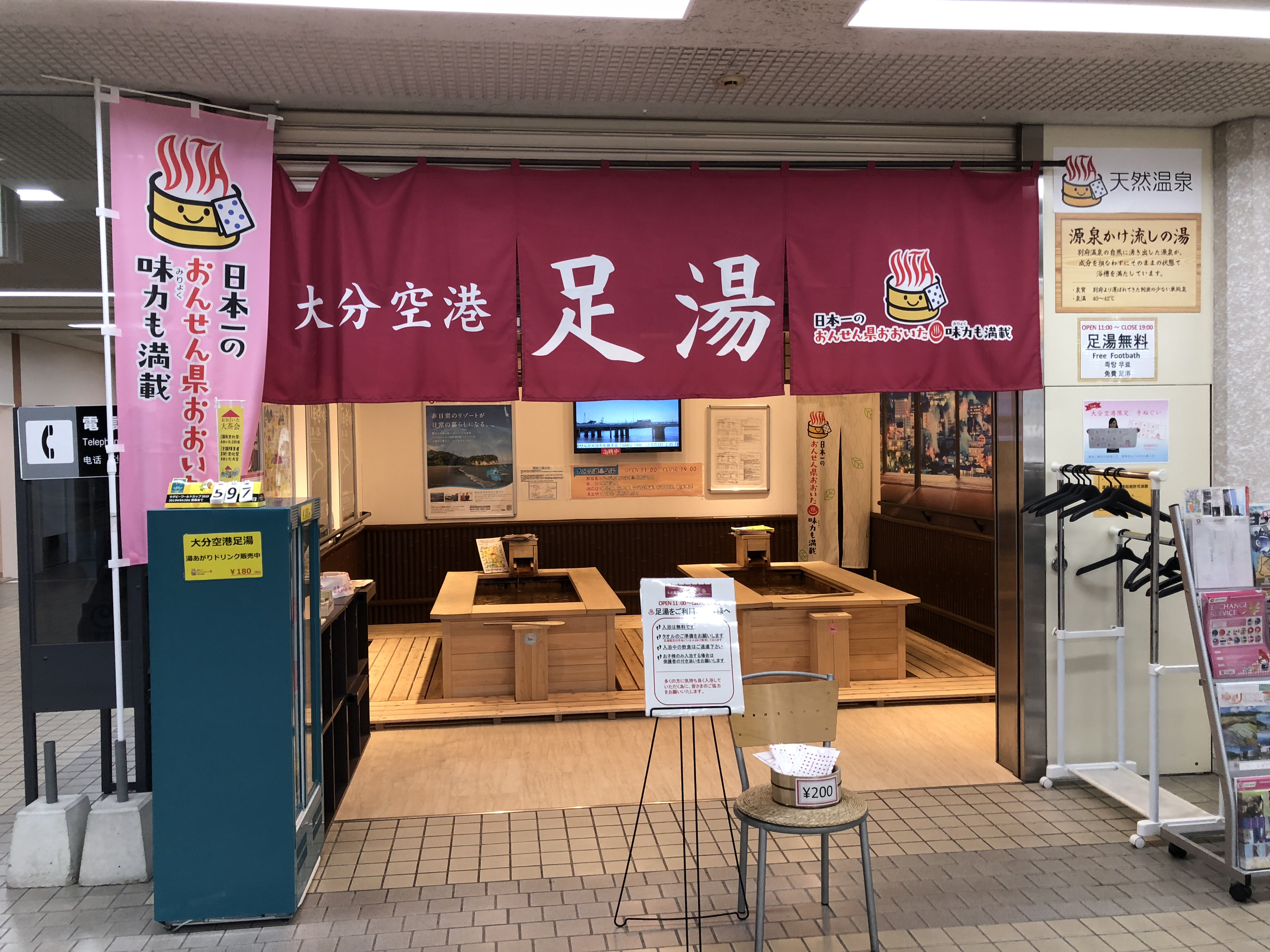
国内線到着ロビーの足湯

### フロア構成（国内線）
|        | 一般区域 | 制限区域                                                         |  |
| 国内線 | 一般区域 |                                                                  |  |
| ------ | --- | ---------------------------------------------------------------- |  |
| 3階    | - レストラン街（洋食・和食・寿司・ラーメン） - フライトシミュレーター（展望デッキ出口手前） - 展望デッキ（スロープ有り）                                                                                         |                                                                  |  |
| 2階    | - 国内線出発ロビー - 売店 - カフェ - ＡＴＭ（大分銀行・豊和銀行・イオン銀行） - 有料待合室 - レセプションルーム（多目的会議室） - 授乳室 - キッズコーナー                                                        | - 保安検査場 - 搭乗口 - 搭乗待合室 - ラウンジ「くにさき」 - 売店 |  |
| 1階    | - 国内線到着ロビー - 総合案内所 - 航空会社カウンター - 観光案内所 - レンタカーカウンター - バスカウンター - 宅配便カウンター - コンビニ - マッサージ - 授乳室 - 救護室 - 礼拝堂 - 更衣室 - コインロッカー - 足湯 | - 手荷物受取所                                                   |  |
国内線到着ロビーの手荷物受取所のアートワークは、2009年にグッドデザイン賞を受賞している。また、地元の観光振興協会「ツーリズムおおいた」が、手荷物受取所のベルトコンベアを回転寿司に見立てて巨大なにぎり寿司の模型を流している。これは2007年5月に全国で最も早く始められたもので、当初は佐伯市蒲江のウニと姫島のクルマエビを宣伝。2013年3月15日には新作として津久見のマグロ・佐伯のエビの寿司が登場し、2019年時点ではウニとマグロ･エビの寿司が流されている。
案内板には、長らく富士通機電（現：富士通フロンテック）製反転フラップ式案内表示機（通称パタパタ式）が使用され特色の一つとなっていたが、現在は電光掲示板に変更されている。
2006年3月31日の国東市発足までは、ターミナルビルの真ん中を旧安岐町と旧武蔵町の町境が横切っていた。
空港ビル3階のレストラン街にある寿司屋では大分県名物である関サバ、関アジのにぎり寿司が提供されている。

## 就航路線
航空会社が2社以上の場合、最前の航空会社の機材・乗務員で運航するコードシェア便。

### 国内線

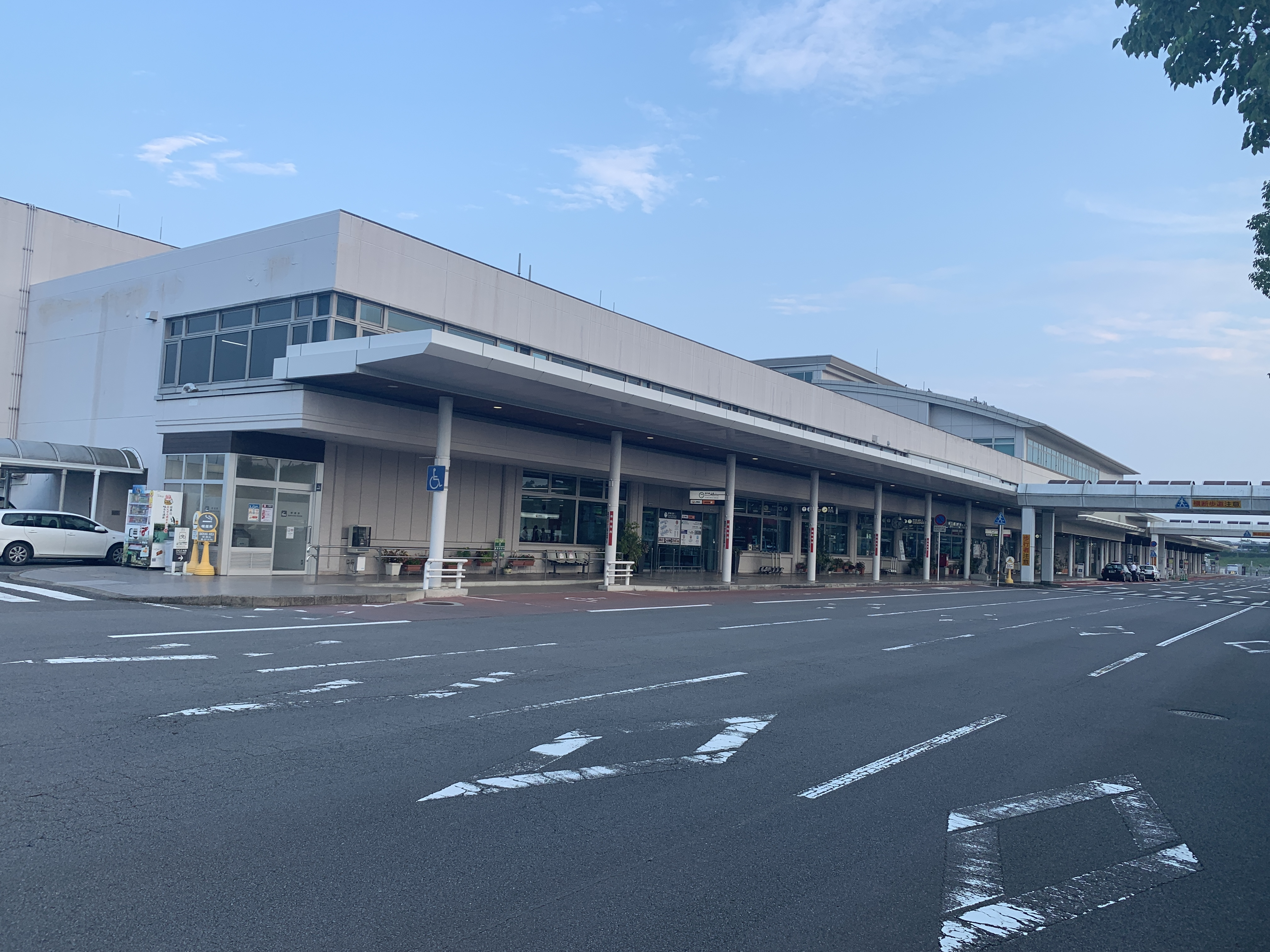
国内線ターミナル

- 日本航空 (JAL) [注 3]
  - 東京国際空港
  - 大阪国際空港
- 全日本空輸 (ANA) [注 4]
  - 東京国際空港
  - 大阪国際空港
- ソラシドエア (SNA) ・ 全日本空輸 (ANA) 
  - 東京国際空港
- アイベックスエアラインズ (IBX) ・ 全日本空輸 (ANA) 
  - 大阪国際空港
  - 中部国際空港
- ジェットスター・ジャパン (JJP) ・ 日本航空 (JAL) （JAL国際線との乗り継ぎ時のみ）
  - 成田国際空港

かつての定期就航路線
- 新千歳空港[48]・名古屋飛行場・関西国際空港[49]・広島西飛行場・高松空港・松山空港・長崎空港・鹿児島空港・那覇空港[18]

### 国際線

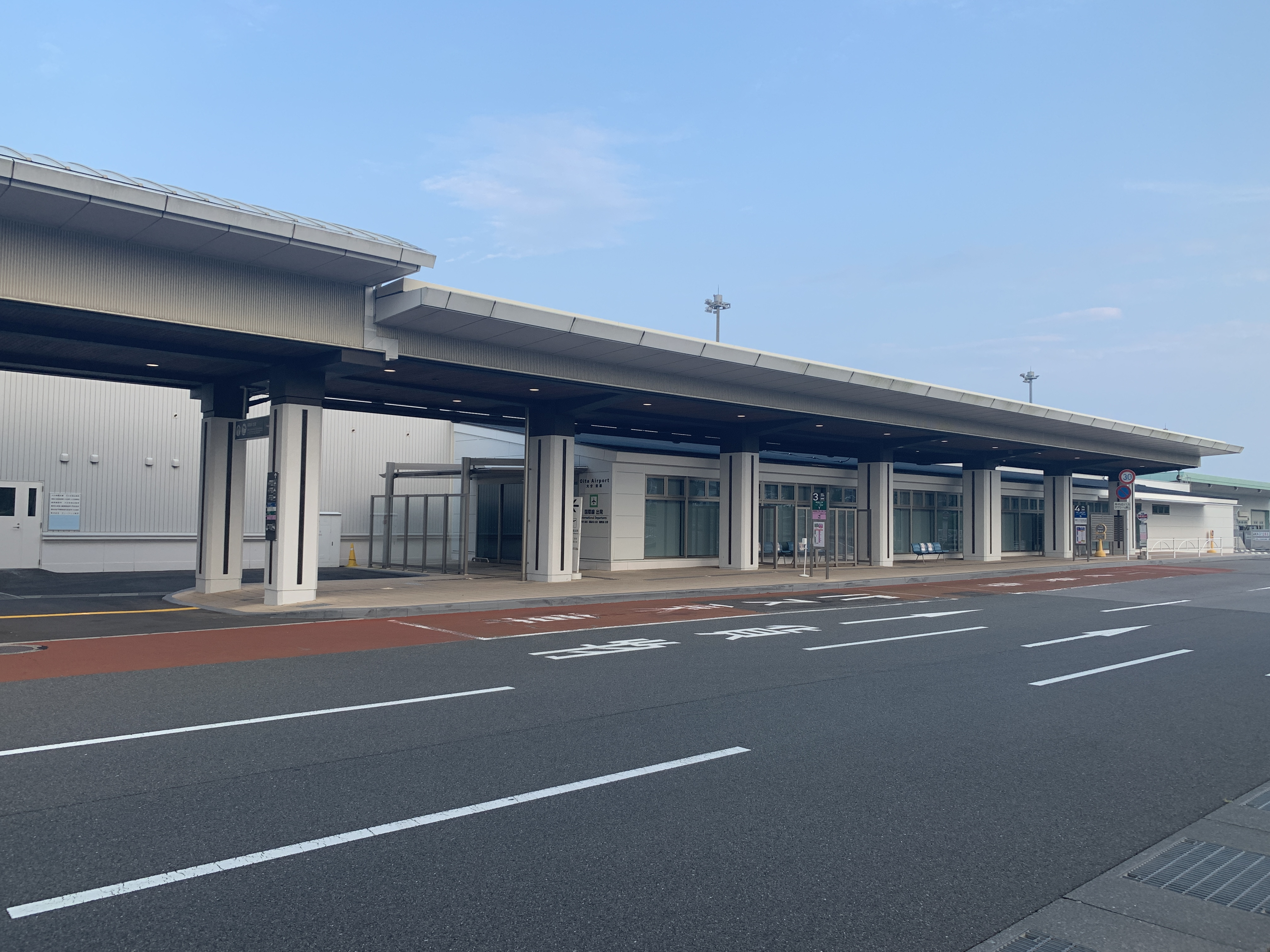
国際線ターミナル

定期便（2025年3月現在）
- チェジュ航空 (7C)
  - 仁川国際空港（ソウル）（火・木・土のみ運航）[50]
- タイガーエア台湾 (IT)
  - 台湾桃園国際空港（台北）定期チャーター便）（水・土のみ運航）

運休路線
- ティーウェイ航空 (TW)
  - 仁川国際空港（ソウル）（2019年8月18日をもって運休[51]）
- 大韓航空 (KE)
  - 仁川国際空港（ソウル）（2024年3月30日をもって運休）

チャーター便実績
- ウラジオストク航空 (XF) （定期チャーター便）
  - ウラジオストク国際空港（ウラジオストク）（2011年10月）
- イースター航空 (ZE) （定期チャーター便）
  - 仁川国際空港（ソウル）（2018年1月17日 - 3月4日）[52]
- マンダリン航空 (AE) （定期チャーター便）
  - 台中空港（台中）（2016年9月15日 - 2017年10月26日）[53][54][55]
- フンヌ・エア (MR) （チャーター便）
  - チンギスハーン国際空港（ウランバートル） （2023年9月6日、9月11日）[56]
- コンチネンタル航空 (CO) （不定期チャーター便）
  - 嘉手納基地（沖縄）（日出生台演習場で実弾射撃訓練を行う在日米軍・アメリカ海兵隊を乗せたチャーター便）
- ユナイテッド航空 (UA) （不定期チャーター便）
  - 嘉手納基地（沖縄）（コンチネンタル航空の在日米軍輸送を継承）

かつての定期就航路線
- 中国：上海[18]
- 韓国：釜山、務安

## アクセス

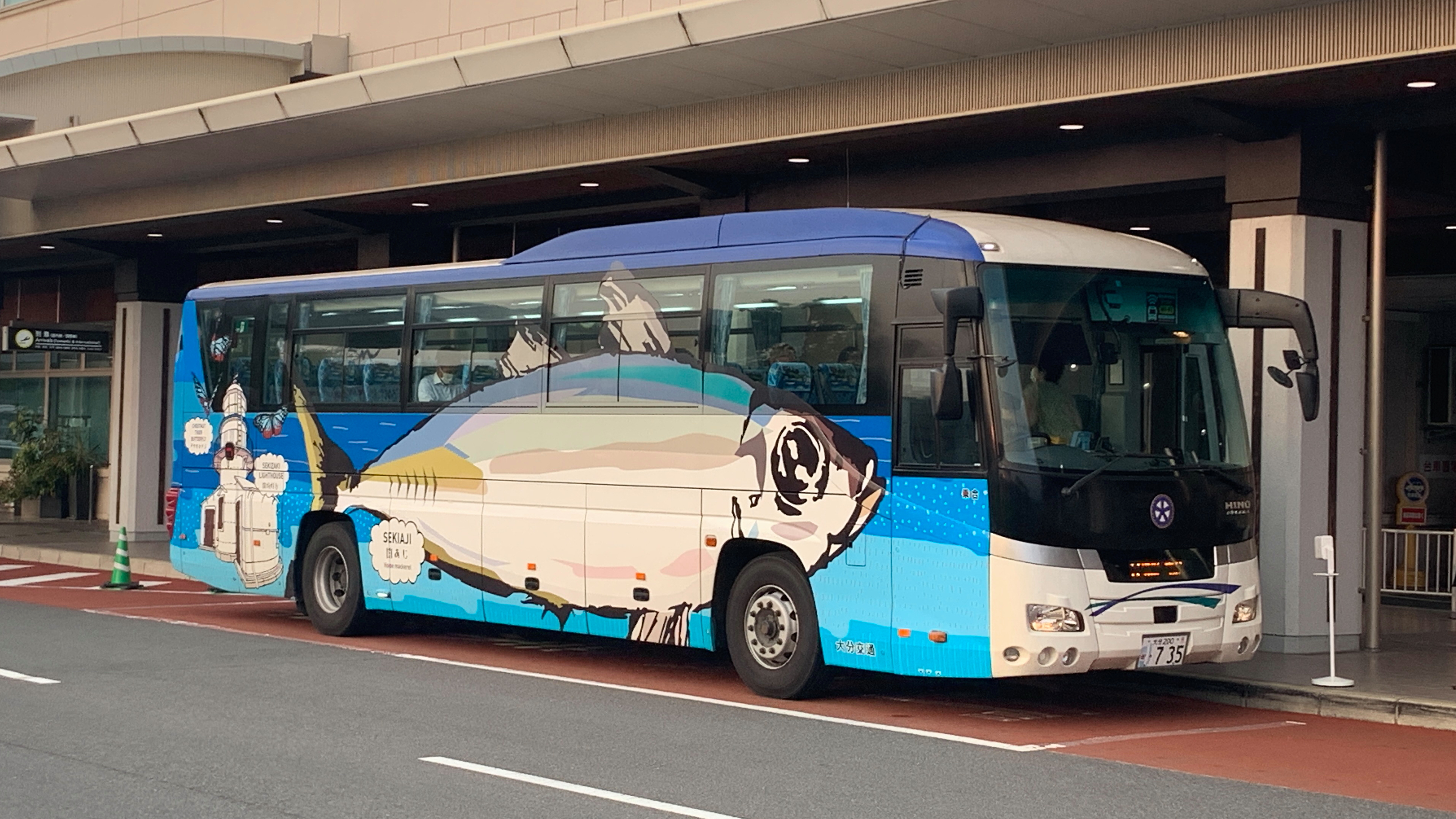
大分交通エアライナー

### バス

#### リムジンバス
括弧内のアルファベットは2019年3月1日に導入された系統番号。
- 大分交通
  - エアライナー 日出・別府市内経由大分市内（大分駅・新川）方面 (K)[58]
  - エアライナー 日出・別府市内（別府駅）方面 (B)
  - エアライナー 高速道路経由大分市内（大分駅・新川）方面 (W/Z) - 空港発の全便、空港着の一部の便は大分空港・大分駅前のみに停車（系統番号Z[57]）[58]。【W系統のみ運休中】
  - エアライナー 高速道路経由旧ホーバー基地 (V) - ホーバー運航休止に伴い2009年11月1日運行開始。全便が大分空港・大分駅前・旧ホーバー基地のみに停車[58][57]。

- 大分交通・亀の井バス
  - 湯布院高速リムジンバス 由布院駅 (Y) - ノンストップ[58]。2022年04月15日運行再開。

- 大交北部バス
  - 県北快速リムジンバス（ノースライナー） 豊後高田市内・宇佐市内経由中津市内（中津駅・大貞車庫前）方面 (N)[58]

- 大分交通・大分バス
  - 県南高速リムジンバス（佐臼ライナー） 臼杵・佐伯方面 (S)[58] - 2009年10月1日運行開始。

#### 路線バス
- 大分交通・国東観光バス
  - 杵築バスターミナル・杵築駅・ハーモニーランド・日出・別府市内・大分市内方面[58]。ただし杵築市より別府・大分市内への直通路線は2024年9月30日をもって休止している。
  - 武蔵・国東・伊美・竹田津港方面[58]

### 航路
- 大分第一ホーバードライブ（2025年7月26日運航開始）
- 大分ホーバーフェリー（廃止）
  - かつて大分市や別府市へ向けてのホバークラフトによる航路があったが、2009年10月末をもって廃止された。

### 他の空港との関係
大分空港は大分県北東部の海岸部にあるため、大分県西部や南部からのアクセス性は高くない。大分県西部の日田市などからは福岡空港、南西部の竹田市などからは熊本空港が、本空港よりも距離が近く、高速・特急バスも運行されているため利便性も高い。
また、福岡県豊前市や大分県中津市からは距離的には北九州空港が最も近い。ただし、中津からは、大分空港へは直行バスが運行しているのに対して、北九州空港に直行する公共交通はない。
このほか、別府から福岡空港を繋ぐ高速バスや、大分から宮崎空港へ向かう特急列車が設定されている。